# Brazília a 2008. évi nyári olimpiai játékokon
Brazília a kínai Pekingben megrendezett 2008. évi nyári olimpiai játékok egyik részt vevő nemzete volt. Az országot az olimpián 28 sportágban 268 sportoló képviselte, akik összesen 17 érmet szereztek.

## Érmesek
| Érem  | Versenyző | Sportág        | Versenyszám           |
| ----- | --- | -------------- | --------------------- |
| Arany | Maurren Maggi | Atlétika       | Női távolugrás        |
| Arany | Nemzeti válogatott Oliveira Walewska Carolina Albuquerque Marianne Steinbrecher Paula Pequeno Thaisa Menezes Hélia Souza Valeska Menezes Fabiana Claudino Welissa Gonzaga Jacqueline Carvalho Sheilla Castro Fabiana de Oliveira | Röplabda       | Női                   |
| Arany | César Cielo Filho | Úszás          | Férfi 50 m gyors      |
| Ezüst | Nemzeti válogatott Andréia Suntaque Bárbara Micheline do Monte Barbosa Simone Gomes Jatobá Andréia Rosa de Andrade Tânia Maria Pereira Ribeiro Renata Aparecida da Costa Érika Cristiano dos Santos Rosana dos Santos Augusto Andréia dos Santos Daniela Alves Lima Miraildes Maciel Mota Ester Aparecida dos Santos Francielle Manoel Alberto Maurine Dorneles Gonçalves Marta Vieira da Silva Cristiane Rozeira de Souza Silva Delma Gonçalves Fabiana da Silva Simões | Labdarúgás     | Női                   |
| Ezüst | Nemzeti válogatott Bruno Rezende Marcelo Elgarten André Heller Samuel Fuchs Gilberto Godoy Filho Murilo Endres André Luiz da Silva Nascimento Sérgio Dutra Santos Anderson Rodrigues Gustavo Endres Rodrigo Santana Dante Guimaraes Amaral | Röplabda       | Férfi                 |
| Ezüst | Márcio Araújo Fabio Luiz Magalhães | Strandröplabda | Férfi                 |
| Ezüst | Robert Scheidt Bruno Prada | Vitorlázás     | Férfi csillaghajó     |
| Bronz | Bruno de Barros Vicente Lima José Carlos Moreira Sandro Viana | Atlétika       | Férfi 4 × 100 m váltó |
| Bronz | Rosemar Coelho Neto Lucimar de Moura Thaissa Presti Rosangela Santos | Atlétika       | Női 4 × 100 m váltó   |
| Bronz | Leandro Guilheiro | Cselgáncs      | Férfi könnyűsúly      |
| Bronz | Tiago Camilo | Cselgáncs      | Férfi váltósúly       |
| Bronz | Ketleyn Quadros | Cselgáncs      | Női könnyűsúly        |
| Bronz | Nemzeti válogatott Diego Alves Carreira Renan Brito Soares Rafinha Alex Silva Thiago Silva Marcelo Ilsinho Breno Vinicius Borges Hernanes Anderson Lucas Leiva Ronaldinho Ramires Diego Thiago Neves Alexandre Pato Rafael Sóbis Jô | Labdarúgás     | Férfi                 |
| Bronz | Ricardo Santos Emanuel Rego | Strandröplabda | Férfi                 |
| Bronz | Natália Falavigna | Taekwondo      | Női nehézsúly         |
| Bronz | César Cielo Filho | Úszás          | Férfi 100 m gyors     |
| Bronz | Fernanda Oliveira Isabel Swan | Vitorlázás     | Női 470-es osztály    |

## Asztalitenisz

### Férfi
| Versenyző       | Versenyszám | Selejtező                                                               | 64-es főtábla                                     | 48-as főtábla     | 32-es főtábla     | Nyolcaddöntő      | Negyeddöntő       | Elődöntő          | Döntő             | Helyezés |
| Versenyző       | Versenyszám | Ellenfél Eredmény                                                       | Ellenfél Eredmény                                 | Ellenfél Eredmény | Ellenfél Eredmény | Ellenfél Eredmény | Ellenfél Eredmény | Ellenfél Eredmény | Ellenfél Eredmény | Helyezés |
| --------------- | ----------- | ----------------------------------------------------------------------- | ------------------------------------------------- | ----------------- | ----------------- | ----------------- | ----------------- | ----------------- | ----------------- | -------- |
| Thiago Monteiro | Egyes       |                                                                         | Kim Hjokbong (PRK) · 6-11, 9-11, 6-11, 11-7, 5-11 | kiesett           | kiesett           | kiesett           | kiesett           | kiesett           | kiesett           | 49.      |
| Gustavo Tsuboi  | Egyes       | Pradeeban Peter-Paul (CAN) · 11-7, 11-6, 10-12, 11-7, 7-11, 9-11, 12-10 | Panajótisz Giónisz (GRE) · 7-11, 3-11, 5-11, 5-11 | kiesett           | kiesett           | kiesett           | kiesett           | kiesett           | kiesett           | 49.      |

#### Csapat
- Hugo Hoyama
- Thiago Monteiro
- Gustavo Tsuboi

C csoport
| Csapat     | JM | GY | V | GyJ | VJ | PT |
| ---------- | -- | -- | - | --- | -- | -- |
| Dél-Korea  | 3  | 3  | 0 | 28  | 15 | 6  |
| Tajvan     | 3  | 2  | 1 | 28  | 23 | 4  |
| Svédország | 3  | 1  | 2 | 21  | 21 | 2  |
| Brazília   | 3  | 0  | 3 | 10  | 28 | 0  |

| Tajvan (TPE) | 3 – 1 | Brazília |

| Dél-Korea (KOR) | 3 – 1 | Brazília |

| Svédország (SWE) | 3 – 0 | Brazília |

| Csapat   | Helyezés |
| -------- | -------- |
| Brazília | 9.       |

### Női
| Versenyző      | Versenyszám | Selejtező                                         | 64-es főtábla     | 48-as főtábla     | 32-es főtábla     | Nyolcaddöntő      | Negyeddöntő       | Elődöntő          | Döntő             | Helyezés |
| Versenyző      | Versenyszám | Ellenfél Eredmény                                 | Ellenfél Eredmény | Ellenfél Eredmény | Ellenfél Eredmény | Ellenfél Eredmény | Ellenfél Eredmény | Ellenfél Eredmény | Ellenfél Eredmény | Helyezés |
| -------------- | ----------- | ------------------------------------------------- | ----------------- | ----------------- | ----------------- | ----------------- | ----------------- | ----------------- | ----------------- | -------- |
| Mariany Nonaka | Egyes       | Rūta Paškauskienė (LTU) · 3-11, 6-11, 13-15, 3-11 | kiesett           | kiesett           | kiesett           | kiesett           | kiesett           | kiesett           | kiesett           | 64.      |

## Atlétika
Férfi
| Versenyző                                                     | Versenyszám     | Előfutam | Előfutam | Előfutam | Negyeddöntő | Negyeddöntő | Negyeddöntő | Elődöntő | Elődöntő | Elődöntő | Döntő         | Döntő         |
| Versenyző                                                     | Versenyszám     | Idő      | Hely.    | Össz.    | Idő         | Hely.       | Össz.       | Idő      | Hely.    | Össz.    | Idő           | Helyezés      |
| ------------------------------------------------------------- | --------------- | -------- | -------- | -------- | ----------- | ----------- | ----------- | -------- | -------- | -------- | ------------- | ------------- |
| Vicente Lima                                                  | 100 m           | 10,26    | 3.       | 15.**    | 10,31       | 7.          | 27.         | kiesett  | kiesett  | kiesett  | kiesett       | kiesett       |
| José Carlos Moreira                                           | 100 m           | 10,29    | 3.       | 21.      | 10,32       | 6.          | 28.*        | kiesett  | kiesett  | kiesett  | kiesett       | kiesett       |
| Sandro Viana                                                  | 100 m           | 10,60    | 6.       | 52.*     | kiesett     | kiesett     | kiesett     | kiesett  | kiesett  | kiesett  | kiesett       | kiesett       |
| Sandro Viana                                                  | 200 m           | 20,84    | 4.       | 26.      | 21,07       | 7.          | 30.         | kiesett  | kiesett  | kiesett  | kiesett       | kiesett       |
| Bruno de Barros                                               | 200 m           | 21,15    | 5.       | 45.*     | kiesett     | kiesett     | kiesett     | kiesett  | kiesett  | kiesett  | kiesett       | kiesett       |
| Fernando de Almeida                                           | 400 m           | 46,60    | 5.       | 46.      |             |             |             | kiesett  | kiesett  | kiesett  | kiesett       | kiesett       |
| Kléberson Davide                                              | 800 m           | 1:48,53  | 5.       | 45.      |             |             |             | kiesett  | kiesett  | kiesett  | kiesett       | kiesett       |
| Fabiano Peçanha                                               | 800 m           | 1:46,54  | 4.       | 16.      |             |             |             | 1:47,07  | 8.       | 18.      | kiesett       | kiesett       |
| Hudson de Souza                                               | 1500 m          | 3:37,06  | 7.       | 19.      |             |             |             | kiesett  | kiesett  | kiesett  | kiesett       | kiesett       |
| Anselmo da Silva                                              | 110 m gát       | 13,81    | 4.       | 31.      | 13,84       | 7.          | 30.         | kiesett  | kiesett  | kiesett  | kiesett       | kiesett       |
| Mahau Suguimati                                               | 400 m gát       | 49,45    | 3.       | 12.      |             |             |             | 50,16    | 7.       | 15.      | kiesett       | kiesett       |
| Franck Caldeira                                               | Maraton         |          |          |          |             |             |             |          |          |          | nem ért célba | nem ért célba |
| José de Souza                                                 | Maraton         |          |          |          |             |             |             |          |          |          | 2:20:25       | 38.           |
| Marílson dos Santos                                           | Maraton         |          |          |          |             |             |             |          |          |          | nem ért célba | nem ért célba |
| José Alessandro Baggio                                        | 20 km gyaloglás |          |          |          |             |             |             |          |          |          | 1:21:43       | 14.           |
| Mário dos Santos Júnior                                       | 50 km gyaloglás |          |          |          |             |             |             |          |          |          | 4:10:25       | 41.           |
| Vicente Lima Sandro Viana Bruno de Barros José Carlos Moreira | 4 × 100 m váltó | 39,01    | 4.       | 7.       |             |             |             |          |          |          | 38,24         |               |

| Versenyző        | Versenyszám | Selejtező | Selejtező | Döntő    | Döntő    |
| Versenyző        | Versenyszám | Eredmény  | Helyezés  | Eredmény | Helyezés |
| ---------------- | ----------- | --------- | --------- | -------- | -------- |
| Jessé de Lima    | Magasugrás  | 229 cm    | 1.***     | 220 cm   | 10.*     |
| Fábio da Silva   | Rúdugrás    | 545 cm    | 25.**     | kiesett  | kiesett  |
| Mauro Silva      | Távolugrás  | 775 cm    | 26.       | kiesett  | kiesett  |
| Jadel Gregório   | Hármasugrás | 17,15 m   | 9.        | 17,20 m  | 6.       |
| Jefférson Sabino | Hármasugrás | 16,45 m   | 28.       | kiesett  | kiesett  |

| Versenyző     | Versenyszám | 100 m | 100 m | Távolugrás | Távolugrás | Súlylökés                | Súlylökés                | Magasugrás | Magasugrás | 400 m | 400 m | 110 m gát        | 110 m gát        | Diszkoszvetés    | Diszkoszvetés    | Rúdugrás         | Rúdugrás         | Gerelyhajítás    | Gerelyhajítás    | 1500 m           | 1500 m           | Végeredmény   | Végeredmény   |
| Versenyző     | Versenyszám | Idő   | Pont  | Eredmény   | Pont       | Eredmény                 | Pont                     | Eredmény   | Pont       | Idő   | Pont  | Idő              | Pont             | Eredmény         | Pont             | Eredmény         | Pont             | Eredmény         | Pont             | Idő              | Pont             | Pont          | Helyezés      |
| ------------- | ----------- | ----- | ----- | ---------- | ---------- | ------------------------ | ------------------------ | ---------- | ---------- | ----- | ----- | ---------------- | ---------------- | ---------------- | ---------------- | ---------------- | ---------------- | ---------------- | ---------------- | ---------------- | ---------------- | ------------- | ------------- |
| Carlos Chinin | Tízpróba    | 10,99 | 863   | 694 cm     | 799        | érvényes kísérlet nélkül | érvényes kísérlet nélkül | 199 cm     | 794        | 49,21 | 851   | nem állt rajthoz | nem állt rajthoz | nem állt rajthoz | nem állt rajthoz | nem állt rajthoz | nem állt rajthoz | nem állt rajthoz | nem állt rajthoz | nem állt rajthoz | nem állt rajthoz | nem ért célba | nem ért célba |

Női
| Versenyző                                                            | Versenyszám     | Előfutam      | Előfutam      | Előfutam      | Negyeddöntő | Negyeddöntő | Negyeddöntő | Elődöntő | Elődöntő | Elődöntő | Döntő   | Döntő    |
| Versenyző                                                            | Versenyszám     | Idő           | Hely.         | Össz.         | Idő         | Hely.       | Össz.       | Idő      | Hely.    | Össz.    | Idő     | Helyezés |
| -------------------------------------------------------------------- | --------------- | ------------- | ------------- | ------------- | ----------- | ----------- | ----------- | -------- | -------- | -------- | ------- | -------- |
| Lucimar de Moura                                                     | 100 m           | 11,60         | 4.            | 34.*          | 11,67       | 8.          | 37.*        | kiesett  | kiesett  | kiesett  | kiesett | kiesett  |
| Evelyn dos Santos                                                    | 200 m           | 23,43         | 5.            | 27.           | 23,35       | 6.          | 23.         | kiesett  | kiesett  | kiesett  | kiesett | kiesett  |
| Maria Laura Almirão                                                  | 400 m           | 53,26         | 5.            | 38.           |             |             |             | kiesett  | kiesett  | kiesett  | kiesett | kiesett  |
| Maíla Machado                                                        | 100 m gát       | 13,45         | 7.            | 33.           |             |             |             | kiesett  | kiesett  | kiesett  | kiesett | kiesett  |
| Lucimar Teodoro                                                      | 400 m gát       | 57,68         | 6.            | 22.           |             |             |             | kiesett  | kiesett  | kiesett  | kiesett | kiesett  |
| Zenaide Vieira                                                       | 3000 m akadály  | nem ért célba | nem ért célba | nem ért célba |             |             |             |          |          |          | kiesett | kiesett  |
| Marily dos Santos                                                    | Maraton         |               |               |               |             |             |             |          |          |          | 2:38:10 | 51.      |
| Tânia Spindler                                                       | 20 km gyaloglás |               |               |               |             |             |             |          |          |          | 1:36:46 | 36.      |
| Rosemar Coelho Neto Lucimar de Moura Thaissa Presti Rosangela Santos | 4 × 100 m váltó | 43,38         | 3.            | 5.            |             |             |             |          |          |          | 43,14   |          |
| Maria Laura Almirão Josiane Tito Emmily Pinheiro Lucimar Teodoro     | 4 × 400 m váltó | 3:30,10       | 6.            | 13.           |             |             |             |          |          |          | kiesett | kiesett  |

| Versenyző          | Versenyszám   | Selejtező | Selejtező | Döntő    | Döntő    |
| Versenyző          | Versenyszám   | Eredmény  | Helyezés  | Eredmény | Helyezés |
| ------------------ | ------------- | --------- | --------- | -------- | -------- |
| Fabiana Murer      | Rúdugrás      | 450 cm    | 2.***     | 445 cm   | 10.*     |
| Keila Costa        | Távolugrás    | 662 cm    | 7.        | 643 cm   | 11.      |
| Maurren Maggi      | Távolugrás    | 679 cm    | 2.        | 704 cm   |          |
| Gisele Oliveira    | Hármasugrás   | 13,81 m   | 23.       | kiesett  | kiesett  |
| Elisângela Adriano | Diszkoszvetés | 58,84 m   | 19.       | kiesett  | kiesett  |
| Alessandra Resende | Gerelyhajítás | 56,53 m   | 27.       | kiesett  | kiesett  |

| Versenyző      | Versenyszám | 100 m gát | 100 m gát | Magasugrás | Magasugrás | Súlylökés | Súlylökés | 200 m | 200 m | Távolugrás | Távolugrás | Gerelyhajítás | Gerelyhajítás | 800 m   | 800 m | Végeredmény | Végeredmény |
| Versenyző      | Versenyszám | Idő       | Pont      | Eredmény   | Pont       | Eredmény  | Pont      | Idő   | Pont  | Eredmény   | Pont       | Eredmény      | Pont          | Idő     | Pont  | Pont        | Helyezés    |
| -------------- | ----------- | --------- | --------- | ---------- | ---------- | --------- | --------- | ----- | ----- | ---------- | ---------- | ------------- | ------------- | ------- | ----- | ----------- | ----------- |
| Lucimara Silva | Hétpróba    | 13,55     | 1043      | 183 cm     | 1016       | 11,59 m   | 634       | 24,56 | 928   | 618 cm     | 905        | 40,34 m       | 674           | 2:16,20 | 876   | 6076        | 17.         |

* - egy másik versenyzővel azonos időt/eredményt ért el

** - két másik versenyzővel azonos időt/eredményt ért el

*** - három másik versenyzővel azonos eredményt ért el

## Birkózás

### Női
Szabadfogású
| Versenyző           | Versenyszám | Selejtező         | Nyolcaddöntő                           | Negyeddöntő                      | Elődöntő          | Vigaszág első kör | Vigaszág elődöntő | Bronz- mérkőzés   | Döntő             | Helyezés |
| Versenyző           | Versenyszám | Ellenfél Eredmény | Ellenfél Eredmény                      | Ellenfél Eredmény                | Ellenfél Eredmény | Ellenfél Eredmény | Ellenfél Eredmény | Ellenfél Eredmény | Ellenfél Eredmény | Helyezés |
| ------------------- | ----------- | ----------------- | -------------------------------------- | -------------------------------- | ----------------- | ----------------- | ----------------- | ----------------- | ----------------- | -------- |
| Rosângela Conceição | 72 kg       |                   | Olga Zsanibekova (KAZ) · 0-1, 3-0, 4-0 | Hamagucsi Kjóko (JPN) · 0-1, 0-3 | kiesett           |                   |                   |                   |                   | 8.       |

## Cselgáncs
Férfi
| Versenyző         | Versenyszám  | Selejtező                         | 32-es főtábla                        | Nyolcaddöntő                            | Negyeddöntő                                | Elődöntő          | Vigaszág első kör            | Vigaszág negyeddöntő                    | Vigaszág elődöntő                    | Bronz- mérkőzés                    | Döntő             | Helyezés |
| Versenyző         | Versenyszám  | Ellenfél Eredmény                 | Ellenfél Eredmény                    | Ellenfél Eredmény                       | Ellenfél Eredmény                          | Ellenfél Eredmény | Ellenfél Eredmény            | Ellenfél Eredmény                       | Ellenfél Eredmény                    | Ellenfél Eredmény                  | Ellenfél Eredmény | Helyezés |
| ----------------- | ------------ | --------------------------------- | ------------------------------------ | --------------------------------------- | ------------------------------------------ | ----------------- | ---------------------------- | --------------------------------------- | ------------------------------------ | ---------------------------------- | ----------------- | -------- |
| Tiago Camilo      | Váltósúly    |                                   | Ono Takasi (JPN) · 0120-0000         | Hámed Malek Mohammadi (IRI) · 1010-0000 | Ole Bischof (GER) · 0000-0200              |                   |                              | Travis Stevens (USA) · 0011-0010        | Euan Burton (GBR) · 0100-0010        | Guillaume Elmont (NED) · 1100-0001 |                   |          |
| Luciano Corrêa    | Félnehézsúly |                                   | Henk Grol (NED) · 0001-0210          |                                         |                                            |                   | Arik Zeevi (ISR) · 0011-0001 | Przemysław Matyjaszek (POL) · 0000-1000 | kiesett                              | kiesett                            |                   | 9.       |
| João Derly        | Harmatsúly   |                                   | Kim Dzsudzsin (KOR) · 0002-0001      | Pedro Dias (POR) · 0010-0101            | kiesett                                    | kiesett           |                              |                                         |                                      |                                    |                   | 17.      |
| Leandro Guilheiro | Könnyűsúly   |                                   | Mariano Bertolotti (ARG) · 0100-0010 | Marlon August (RSA) · 1001-0000         | Vang Gicshun (KOR) · 0000-0100             |                   |                              | Shokir Mo'minov (UZB) · 1000-0000       | Hennagyij Bilogyid (UKR) · 1000-0001 | Ali Malumát (IRI) · 1000-0000      |                   |          |
| Denilson Lourenço | Légsúly      | Makszim Korotun (UKR) · 1001-0001 | Pavel Petřikov (CZE) · 0000-0011     | kiesett                                 | kiesett                                    | kiesett           |                              |                                         |                                      |                                    |                   | 21.      |
| Eduardo Santos    | Középsúly    |                                   | Ho Jen-csu (CHN) · 1000-0000         | José Gregorio Camacho (VEN) · 1000-0000 | Yves-Matthieu Dafreville (FRA) · 0001-1011 |                   |                              | Roberto Meloni (ITA) · 1000-0000        | Sergei Aschwanden (SUI) · 0000-0000  | kiesett                            |                   | 7.       |
| João Schlittler   | Nehézsúly    |                                   | Jevhen Szotnikov (UKR) · 0010-0001   | Martin Padar (EST) · 0010-0000          | Oscar Braison (CUB) · 0000-1000            |                   |                              | Rúdi Hasás (LIB) · 1031-0000            | Teddy Riner (FRA) · 0000-1000        | kiesett                            |                   | 7.       |

Női
| Versenyző          | Versenyszám  | Selejtező                          | Nyolcaddöntő                          | Negyeddöntő       | Elődöntő          | Vigaszág első kör                 | Vigaszág negyeddöntő               | Vigaszág elődöntő                          | Bronz- mérkőzés                 | Döntő             | Helyezés |
| Versenyző          | Versenyszám  | Ellenfél Eredmény                  | Ellenfél Eredmény                     | Ellenfél Eredmény | Ellenfél Eredmény | Ellenfél Eredmény                 | Ellenfél Eredmény                  | Ellenfél Eredmény                          | Ellenfél Eredmény               | Ellenfél Eredmény | Helyezés |
| ------------------ | ------------ | ---------------------------------- | ------------------------------------- | ----------------- | ----------------- | --------------------------------- | ---------------------------------- | ------------------------------------------ | ------------------------------- | ----------------- | -------- |
| Sarah Menezes      | Légsúly      | Csernoviczki Éva (HUN) · 0000-1000 | kiesett                               | kiesett           | kiesett           |                                   |                                    |                                            |                                 |                   | 19.      |
| Andressa Fernandes | Harmatsúly   | María García (DOM) · 0001-0010     | kiesett                               | kiesett           | kiesett           |                                   |                                    |                                            |                                 |                   | 19.      |
| Ketleyn Quadros    | Könnyűsúly   | Kang Szinjong (KOR) · 0011-0002    | Deborah Gravenstijn (NED) · 0000-0001 |                   |                   |                                   | Isabel Fernández (ESP) · 0001-0000 | Szató Aiko (JPN) · 1000-0000               | Pekli Mária (AUS) · 1000-0000   |                   |          |
| Danielli Barbosa   | Váltósúly    | Kong Dzsajong (KOR) · 0100-1000    | kiesett                               | kiesett           | kiesett           |                                   |                                    |                                            |                                 |                   | 18.      |
| Mayra Aguiar       | Középsúly    | Leire Iglesias (ESP) · 0011-0020   | kiesett                               | kiesett           | kiesett           |                                   |                                    |                                            |                                 |                   | 20.      |
| Edinanci da Silva  | Félnehézsúly |                                    | Esther San Miguel (ESP) · 0010-0011   |                   |                   | Vera Moszkaljuk (RUS) · 0021-0000 | Lucia Morico (ITA) · 1101-0000     | Pürevdzsargalín Lhamdegd (MGL) · 1131-0010 | Csong Gjongmi (KOR) · 0000-1010 |                   | 5.       |

## Evezés
Férfi
| Versenyző                   | Versenyszám              | Előfutam | Előfutam | Vigaszág/ Egypárevezősnél középdöntő | Vigaszág/ Egypárevezősnél középdöntő | Elődöntő | Elődöntő | Elődöntő | Döntő | Döntő   | Döntő | Helyezés |
| Versenyző                   | Versenyszám              | Idő      | Hely.    | Idő                                  | Hely.                                | Típus    | Idő      | Hely.    | Típus | Idő     | Hely. | Helyezés |
| --------------------------- | ------------------------ | -------- | -------- | ------------------------------------ | ------------------------------------ | -------- | -------- | -------- | ----- | ------- | ----- | -------- |
| Anderson Nocetti            | Egypárevezős             | 7:35,52  | 2.       | 7:23,68                              | 5.                                   | C/D      | 7:18,78  | 3.       | C     | 7:01,54 | 2.    | 14.      |
| Thiago Gomes Thiago Almeida | Könnyűsúlyú kétpárevezős | 6:30,78  | 5.       | 6:51,99                              | 4.                                   | C/D      | 6:39,91  | 2.       | C     | 6:36,24 | 5.    | 17.      |

Női
| Versenyző                       | Versenyszám              | Előfutam | Előfutam | Vigaszág/ Egypárevezősnél középdöntő | Vigaszág/ Egypárevezősnél középdöntő | Elődöntő | Elődöntő | Elődöntő | Döntő | Döntő   | Döntő | Helyezés |
| Versenyző                       | Versenyszám              | Idő      | Hely.    | Idő                                  | Hely.                                | Típus    | Idő      | Hely.    | Típus | Idő     | Hely. | Helyezés |
| ------------------------------- | ------------------------ | -------- | -------- | ------------------------------------ | ------------------------------------ | -------- | -------- | -------- | ----- | ------- | ----- | -------- |
| Fabiana Beltrame                | Egypárevezős             | 8:08,84  | 4.       | 7:52,65                              | 5.                                   | C/D      | 8:13,01  | 4.       | D     | 7:43,04 | 1.    | 19.      |
| Camila Carvalho Luciana Granato | Könnyűsúlyú kétpárevezős | 7:25,90  | 5.       | 7:47,53                              | 5.                                   |          |          |          | C     | 7:22,40 | 3.    | 15.      |

## Íjászat
Férfi
| Versenyző  | Versenyszám | Selejtező | Selejtező | 64-es főtábla                   | 32-es főtábla     | Nyolcaddöntő      | Negyeddöntő       | Elődöntő          | Döntő             | Helyezés |
| Versenyző  | Versenyszám | Pont      | Kiemelt   | Ellenfél Eredmény               | Ellenfél Eredmény | Ellenfél Eredmény | Ellenfél Eredmény | Ellenfél Eredmény | Ellenfél Eredmény | Helyezés |
| ---------- | ----------- | --------- | --------- | ------------------------------- | ----------------- | ----------------- | ----------------- | ----------------- | ----------------- | -------- |
| Luiz Silva | Egyéni      | 610       | 61.       | Pak Kjongmo (KOR) (4.) · 99-116 | kiesett           | kiesett           | kiesett           | kiesett           | kiesett           | 58.*     |

* - egy másik versenyzővel azonos eredményt ért el

## Kajak-kenu

### Síkvízi
Férfi
| Versenyző      | Versenyszám       | Selejtező | Selejtező | Elődöntő | Elődöntő | Döntő   | Döntő    |
| Versenyző      | Versenyszám       | Idő       | Hely.     | Idő      | Hely.    | Idő     | Helyezés |
| -------------- | ----------------- | --------- | --------- | -------- | -------- | ------- | -------- |
| Nivalter Jesus | Kenu egyes 500 m  | 1:51,363  | 6.        | 1:56,139 | 7.       | kiesett | kiesett  |
| Nivalter Jesus | Kenu egyes 1000 m | 4:17,407  | 6.        | 4:12,556 | 7.       | kiesett | kiesett  |

### Szlalom
Női
| Versenyző        | Versenyszám | Selejtező | Selejtező | Selejtező | Selejtező | Selejtező  | Selejtező  | Elődöntő | Elődöntő | Döntő   | Döntő   | Összesítés | Összesítés |
| Versenyző        | Versenyszám | 1. futam  | 1. futam  | 2. futam  | 2. futam  | Összesítés | Összesítés | Elődöntő | Elődöntő | Döntő   | Döntő   | Összesítés | Összesítés |
| Versenyző        | Versenyszám | Pont      | Hely.     | Pont      | Hely.     | Pont       | Hely.      | Pont     | Hely.    | Pont    | Hely.   | Pont       | Helyezés   |
| ---------------- | ----------- | --------- | --------- | --------- | --------- | ---------- | ---------- | -------- | -------- | ------- | ------- | ---------- | ---------- |
| Poliana de Paula | Kajak egyes | 113,47    | 16.       | 110,72    | 17.       | 224,19     | 14.        | 168,29   | 14.      | kiesett | kiesett | kiesett    | kiesett    |

## Kerékpározás

### Hegyi-kerékpározás
| Versenyző        | Versenyszám        | Idő             | Helyezés |
| ---------------- | ------------------ | --------------- | -------- |
| Rubens Donizete  | Férfi terepverseny | 2:05:19 (+9:20) | 21.      |
| Jaqueline Mourão | Női terepverseny   | 1 kör hátrány   | 19.      |

### Országúti kerékpározás
Férfi
| Versenyző          | Versenyszám   | Idő              | Helyezés |
| ------------------ | ------------- | ---------------- | -------- |
| Murilo Fischer     | Mezőnyverseny | 6:26:17 (+2:28)  | 19.      |
| Luciano Pagliarini | Mezőnyverseny | 7:08:27 (+44:38) | 89.      |

Női
| Versenyző      | Versenyszám   | Idő             | Helyezés |
| -------------- | ------------- | --------------- | -------- |
| Clemilda Silva | Mezőnyverseny | 3:41:01 (+8:37) | 51.      |

## Kézilabda

### Férfi

#### Eredmények
Csoportkör
A csoport
| Csapat              | M | Gy | D | V | G+  | G–  | Gk  | P |
| ------------------- | - | -- | - | - | --- | --- | --- | - |
| Franciaország (FRA) | 5 | 4  | 1 | 0 | 148 | 115 | +33 | 9 |
| Lengyelország (POL) | 5 | 3  | 1 | 1 | 147 | 128 | +19 | 7 |
| Horvátország (CRO)  | 5 | 3  | 0 | 2 | 140 | 115 | +25 | 6 |
| Spanyolország (ESP) | 5 | 3  | 0 | 2 | 152 | 145 | +7  | 6 |
| Brazília (BRA)      | 5 | 1  | 0 | 4 | 129 | 153 | –24 | 2 |
| Kína (CHN)          | 5 | 0  | 0 | 5 | 104 | 164 | –60 | 0 |

| 2008. augusztus 10. 14:00 | Franciaország (FRA) | 34–26       | Brazília (BRA) | Olimpiai Sport Centrum, Peking Játékvezetők: Din, Dinu (ROU) |
| 2008. augusztus 10. 14:00 | Girault 7           | (19–11)     | Ertel 5        | Olimpiai Sport Centrum, Peking Játékvezetők: Din, Dinu (ROU) |
| 2008. augusztus 10. 14:00 | 2× 3×               | Jegyzőkönyv | 4× 3×          | Olimpiai Sport Centrum, Peking Játékvezetők: Din, Dinu (ROU) |

| 2008. augusztus 12. 09:00 | Brazília (BRA) | 14–33       | Horvátország (CRO) | Olimpiai Sport Centrum, Peking Játékvezetők: Gjeding, Hansen (DEN) |
| 2008. augusztus 12. 09:00 | Ertel, Souza 3 | (9–18)      | Džomba 7           | Olimpiai Sport Centrum, Peking Játékvezetők: Gjeding, Hansen (DEN) |
| 2008. augusztus 12. 09:00 | 4× 3×          | Jegyzőkönyv | 3× 2×              | Olimpiai Sport Centrum, Peking Játékvezetők: Gjeding, Hansen (DEN) |

| 2008. augusztus 14. 10:45 | Lengyelország (POL)   | 28–25       | Brazília (BRA) | Olimpiai Sport Centrum, Peking Játékvezetők: Karbaschi, Kolahdouzan (IRI) |
| 2008. augusztus 14. 10:45 | Jurecki, Tłuczyński 6 | (14–15)     | Ribeiro 7      | Olimpiai Sport Centrum, Peking Játékvezetők: Karbaschi, Kolahdouzan (IRI) |
| 2008. augusztus 14. 10:45 | 2× 3×                 | Jegyzőkönyv | 5× 3×          | Olimpiai Sport Centrum, Peking Játékvezetők: Karbaschi, Kolahdouzan (IRI) |

| 2008. augusztus 16. 09:00 | Brazília (BRA)      | 29–22       | Kína (CHN)           | Olimpiai Sport Centrum, Peking Játékvezetők: Elmoamli, Shaban Ali (EGY) |
| 2008. augusztus 16. 09:00 | Ribeiro, Laureano 5 | (14–10)     | Cuj Liang, Cuj Lej 4 | Olimpiai Sport Centrum, Peking Játékvezetők: Elmoamli, Shaban Ali (EGY) |
| 2008. augusztus 16. 09:00 | 3× 3×               | Jegyzőkönyv | 4× 4×                | Olimpiai Sport Centrum, Peking Játékvezetők: Elmoamli, Shaban Ali (EGY) |

| 2008. augusztus 18. 10:45 | Spanyolország (ESP) | 36–35       | Brazília (BRA)   | Olimpiai Sport Centrum, Peking Játékvezetők: Baum, Goralczyk (POL) |
| 2008. augusztus 18. 10:45 | Romero 8            | (20–17)     | Pacheco Filho 12 | Olimpiai Sport Centrum, Peking Játékvezetők: Baum, Goralczyk (POL) |
| 2008. augusztus 18. 10:45 | 4× 3× 1×            | Jegyzőkönyv | 3× 3× 1×         | Olimpiai Sport Centrum, Peking Játékvezetők: Baum, Goralczyk (POL) |

| Csapat         | Helyezés |
| -------------- | -------- |
| Brazília (BRA) | 11.      |

### Női

#### Eredmények
Csoportkör
B csoport
| Csapat             | M | Gy | D | V | G+  | G–  | Gk  | P |
| ------------------ | - | -- | - | - | --- | --- | --- | - |
| Oroszország (RUS)  | 5 | 4  | 1 | 0 | 148 | 125 | +23 | 9 |
| Dél-Korea (KOR)    | 5 | 3  | 1 | 1 | 155 | 127 | +28 | 7 |
| Magyarország (HUN) | 5 | 2  | 1 | 2 | 129 | 142 | –13 | 5 |
| Svédország (SWE)   | 5 | 2  | 0 | 3 | 123 | 137 | –14 | 4 |
| Brazília (BRA)     | 5 | 1  | 1 | 3 | 124 | 137 | –13 | 3 |
| Németország (GER)  | 5 | 1  | 0 | 4 | 123 | 134 | –11 | 2 |

| 2008. augusztus 9. 20:45 | Németország (GER) | 24–22       | Brazília (BRA) | Olimpiai Sport Centrum, Peking Játékvezetők: Breto, Huelin (ESP) |
| 2008. augusztus 9. 20:45 | Krause 6          | (11–12)     | Santos 6       | Olimpiai Sport Centrum, Peking Játékvezetők: Breto, Huelin (ESP) |
| 2008. augusztus 9. 20:45 | 2× 3×             | Jegyzőkönyv | 2× 3×          | Olimpiai Sport Centrum, Peking Játékvezetők: Breto, Huelin (ESP) |

| 2008. augusztus 11. 10:45 | Brazília (BRA) | 28–28       | Magyarország (HUN) | Olimpiai Sport Centrum, Peking Játékvezetők: Baum, Goralczyk (POL) |
| 2008. augusztus 11. 10:45 | Amorim 10      | (12–17)     | Görbicz 8          | Olimpiai Sport Centrum, Peking Játékvezetők: Baum, Goralczyk (POL) |
| 2008. augusztus 11. 10:45 | 6× 3×          | Jegyzőkönyv | 6× 3× 1×           | Olimpiai Sport Centrum, Peking Játékvezetők: Baum, Goralczyk (POL) |

| 2008. augusztus 13. 09:00 | Oroszország (RUS) | 28–19       | Brazília (BRA) | Olimpiai Sport Centrum, Peking Játékvezetők: Licis, Stolarovs (LAT) |
| 2008. augusztus 13. 09:00 | Poltorackaja 6    | (12–10)     | Nascimento 5   | Olimpiai Sport Centrum, Peking Játékvezetők: Licis, Stolarovs (LAT) |
| 2008. augusztus 13. 09:00 | 4× 2×             | Jegyzőkönyv | 2× 3×          | Olimpiai Sport Centrum, Peking Játékvezetők: Licis, Stolarovs (LAT) |

| 2008. augusztus 15. 10:45 | Brazília (BRA) | 33–32       | Dél-Korea (KOR)  | Olimpiai Sport Centrum, Peking Játékvezetők: Licis, Stolarovs (LAT) |
| 2008. augusztus 15. 10:45 | Nascimento 9   | (17–12)     | Hong Dzsongho 10 | Olimpiai Sport Centrum, Peking Játékvezetők: Licis, Stolarovs (LAT) |
| 2008. augusztus 15. 10:45 | 6× 4×          | Jegyzőkönyv | 5× 3× 1×         | Olimpiai Sport Centrum, Peking Játékvezetők: Licis, Stolarovs (LAT) |

| 2008. augusztus 17. 09:00 | Svédország (SWE) | 25–22       | Brazília (BRA) | Olimpiai Sport Centrum, Peking Játékvezetők: Bord, Buy (FRA) |
| 2008. augusztus 17. 09:00 | Ahlm 7           | (14–11)     | Rosas 5        | Olimpiai Sport Centrum, Peking Játékvezetők: Bord, Buy (FRA) |
| 2008. augusztus 17. 09:00 | 3× 3×            | Jegyzőkönyv | 4× 2×          | Olimpiai Sport Centrum, Peking Játékvezetők: Bord, Buy (FRA) |

| Csapat         | Helyezés |
| -------------- | -------- |
| Brazília (BRA) | 9.       |

## Kosárlabda

### Női

#### Eredmények
Csoportkör
A csoport
| Csapat                 | M | Gy | V | P+  | P–  | Pk   |
| ---------------------- | - | -- | - | --- | --- | ---- |
| Ausztrália (AUS)       | 5 | 5  | 0 | 424 | 319 | +105 |
| Oroszország (RUS)      | 5 | 4  | 1 | 339 | 333 | +6   |
| Fehéroroszország (BLR) | 5 | 2  | 3 | 324 | 332 | –8   |
| Dél-Korea (KOR)        | 5 | 2  | 3 | 327 | 360 | –33  |
| Lettország (LAT)       | 5 | 1  | 4 | 334 | 387 | –53  |
| Brazília (BRA)         | 5 | 1  | 4 | 337 | 354 | –17  |

| 2008. augusztus 9. 16:45 | Brazília (BRA)                                 | 62–68 (h. u.) | Dél-Korea (KOR)          | Vukoszung Sportcsarnok, Peking Nézőszám: 11 083 Játékvezetők: Fabio Facchini (ITA) |
| 2008. augusztus 9. 16:45 | (14–13, 14–13, 15–15, 12–14, 13–7) Jegyzőkönyv |               |                          | Vukoszung Sportcsarnok, Peking Nézőszám: 11 083 Játékvezetők: Fabio Facchini (ITA) |
| 2008. augusztus 9. 16:45 | Santos 13                                      | Pont          | Pjon Jonha, Cshö Juna 19 | Vukoszung Sportcsarnok, Peking Nézőszám: 11 083 Játékvezetők: Fabio Facchini (ITA) |
| 2008. augusztus 9. 16:45 | Nascimento 12                                  | Lepattanó     | Csong Szonmin 8          | Vukoszung Sportcsarnok, Peking Nézőszám: 11 083 Játékvezetők: Fabio Facchini (ITA) |
| 2008. augusztus 9. 16:45 | Jacintho 3                                     | Gólpassz      | Csong Szonmin 5          | Vukoszung Sportcsarnok, Peking Nézőszám: 11 083 Játékvezetők: Fabio Facchini (ITA) |

| 2008. augusztus 11. 22:15 | Ausztrália (AUS)                         | 80–65     | Brazília (BRA) | Vukoszung Sportcsarnok, Peking Nézőszám: 11 083 Játékvezetők: Nikolaos Pitsilkas (GRE) |
| 2008. augusztus 11. 22:15 | (29–14, 21–15, 11–20, 19–16) Jegyzőkönyv |           |                | Vukoszung Sportcsarnok, Peking Nézőszám: 11 083 Játékvezetők: Nikolaos Pitsilkas (GRE) |
| 2008. augusztus 11. 22:15 | Summerton 18                             | Pont      | Santos 21      | Vukoszung Sportcsarnok, Peking Nézőszám: 11 083 Játékvezetők: Nikolaos Pitsilkas (GRE) |
| 2008. augusztus 11. 22:15 | Taylor 8                                 | Lepattanó | Santos 10      | Vukoszung Sportcsarnok, Peking Nézőszám: 11 083 Játékvezetők: Nikolaos Pitsilkas (GRE) |
| 2008. augusztus 11. 22:15 | Harrower 5                               | Gólpassz  | Santos 3       | Vukoszung Sportcsarnok, Peking Nézőszám: 11 083 Játékvezetők: Nikolaos Pitsilkas (GRE) |

| 2008. augusztus 13. 14:30 | Brazília (BRA)                           | 78–79     | Lettország (LAT)    | Vukoszung Sportcsarnok, Peking Nézőszám: 11 083 Játékvezetők: Reynaldo Mercedes (DOM) |
| 2008. augusztus 13. 14:30 | (23–14, 13–17, 23–26, 19–22) Jegyzőkönyv |           |                     | Vukoszung Sportcsarnok, Peking Nézőszám: 11 083 Játékvezetők: Reynaldo Mercedes (DOM) |
| 2008. augusztus 13. 14:30 | Zakrzeski 16                             | Pont      | Jēkabsone-Žogota 25 | Vukoszung Sportcsarnok, Peking Nézőszám: 11 083 Játékvezetők: Reynaldo Mercedes (DOM) |
| 2008. augusztus 13. 14:30 | Santos, Zakrzeski 9                      | Lepattanó | Kubliņa 7           | Vukoszung Sportcsarnok, Peking Nézőszám: 11 083 Játékvezetők: Reynaldo Mercedes (DOM) |
| 2008. augusztus 13. 14:30 | Pinto 4                                  | Gólpassz  | Jēkabsone-Žogota 5  | Vukoszung Sportcsarnok, Peking Nézőszám: 11 083 Játékvezetők: Reynaldo Mercedes (DOM) |

| 2008. augusztus 15. 14:30 | Oroszország (RUS)                       | 74–64     | Brazília (BRA) | Vukoszung Sportcsarnok, Peking Nézőszám: 11 083 Játékvezetők: Luigi Lamonica (ITA) |
| 2008. augusztus 15. 14:30 | (21–26, 14–15, 19–15, 20–8) Jegyzőkönyv |           |                | Vukoszung Sportcsarnok, Peking Nézőszám: 11 083 Játékvezetők: Luigi Lamonica (ITA) |
| 2008. augusztus 15. 14:30 | Scsogoleva 14                           | Pont      | Pinto 21       | Vukoszung Sportcsarnok, Peking Nézőszám: 11 083 Játékvezetők: Luigi Lamonica (ITA) |
| 2008. augusztus 15. 14:30 | Korsztyin 10                            | Lepattanó | Zakrzeski 5    | Vukoszung Sportcsarnok, Peking Nézőszám: 11 083 Játékvezetők: Luigi Lamonica (ITA) |
| 2008. augusztus 15. 14:30 | Korsztyin 5                             | Gólpassz  | Pinto 6        | Vukoszung Sportcsarnok, Peking Nézőszám: 11 083 Játékvezetők: Luigi Lamonica (ITA) |

| 2008. augusztus 17. 16:45 | Brazília (BRA)                           | 68–53     | Fehéroroszország (BLR)    | Vukoszung Sportcsarnok, Peking Nézőszám: 11 083 Játékvezetők: Juan Arteaga (ESP) |
| 2008. augusztus 17. 16:45 | (20–12, 19–14, 10–12, 19–15) Jegyzőkönyv |           |                           | Vukoszung Sportcsarnok, Peking Nézőszám: 11 083 Játékvezetők: Juan Arteaga (ESP) |
| 2008. augusztus 17. 16:45 | Santos 14                                | Pont      | Anufrijenka, Levcsanka 10 | Vukoszung Sportcsarnok, Peking Nézőszám: 11 083 Játékvezetők: Juan Arteaga (ESP) |
| 2008. augusztus 17. 16:45 | Nascimento 10                            | Lepattanó | Veramejenka 10            | Vukoszung Sportcsarnok, Peking Nézőszám: 11 083 Játékvezetők: Juan Arteaga (ESP) |
| 2008. augusztus 17. 16:45 | Nascimento 3                             | Gólpassz  | Marcsanka 4               | Vukoszung Sportcsarnok, Peking Nézőszám: 11 083 Játékvezetők: Juan Arteaga (ESP) |

| Csapat         | Helyezés |
| -------------- | -------- |
| Brazília (BRA) | 11.      |

## Labdarúgás

### Férfi
| #             | Név                   | Klub               | Születési idő                    | Mérkőzésszám | Gól     | Sárga lap | sárga lap · 2. sárga lap · kiállítva | kiállítva |
| Kapusok       | Kapusok               | Kapusok            | Kapusok                          | Kapusok      | Kapusok | Kapusok   | Kapusok                              | Kapusok   |
| ------------- | --------------------- | ------------------ | -------------------------------- | ------------ | ------- | --------- | ------------------------------------ | --------- |
| 1             | Diego Alves Carreira  | Almería            | 1985. június 24. (23 évesen)     | 0            | 0       | 0         | 0                                    | 0         |
| 12            | Renan Brito Soares    | Valencia           | 1985. január 24. (23 évesen)     | 6            | 0       | 1         | 0                                    | 0         |
| Védők         |                       |                    |                                  |              |         |           |                                      |           |
| 2             | Rafinha               | FC Schalke 04      | 1985. szeptember 7. (22 évesen)  | 5(1)         | 0       | 2         | 0                                    | 0         |
| 3             | Alex Silva            | São Paulo          | 1985. március 10. (23 évesen)    | 5            | 0       | 1         | 0                                    | 0         |
| 4             | Thiago Silva          | Fluminense         | 1984. szeptember 22. (23 évesen) | 1(1)         | 0       | 1         | 0                                    | 0         |
| 6             | Marcelo               | Real Madrid        | 1988. május 12. (20 évesen)      | 6            | 1       | 2         | 0                                    | 0         |
| 13            | Ilsinho               | Sahtar Doneck      | 1985. október 12. (22 évesen)    | 1(1)         | 0       | 0         | 0                                    | 0         |
| 14            | Breno Vinicius Borges | Bayern München     | 1989. október 13. (18 évesen)    | 6            | 0       | 2         | 0                                    | 0         |
| Középpályások |                       |                    |                                  |              |         |           |                                      |           |
| 5             | Hernanes              | São Paulo          | 1985. május 29. (23 évesen)      | 5            | 1       | 2         | 0                                    | 0         |
| 7             | Anderson              | Manchester United  | 1988. április 13. (20 évesen)    | 5            | 1       | 2         | 0                                    | 0         |
| 8             | Lucas Leiva           | Liverpool          | 1987. január 9. (21 évesen)      | 5            | 0       | 1         | 0                                    | 1         |
| 10            | Ronaldinho (CSK)      | AC Milan           | 1980. március 21. (28 évesen)    | 6            | 2       | 1         | 0                                    | 0         |
| 11            | Ramires               | Cruzeiro           | 1987. március 24. (21 évesen)    | 2(2)         | 0       | 1         | 0                                    | 0         |
| 15            | Diego                 | Werder Bremen      | 1985. február 28. (23 évesen)    | 6            | 2       | 1         | 0                                    | 0         |
| 16            | Thiago Neves          | Fluminense         | 1985. február 27. (23 évesen)    | 1(4)         | 2       | 0         | 0                                    | 1         |
| Csatárok      |                       |                    |                                  |              |         |           |                                      |           |
| 9             | Alexandre Pato        | AC Milan           | 1989. szeptember 2. (18 évesen)  | 3(1)         | 1       | 0         | 0                                    | 0         |
| 17            | Rafael Sóbis          | Real Betis         | 1985. június 17. (23 évesen)     | 2(2)         | 2       | 0         | 0                                    | 0         |
| 18            | Jô                    | Manchester City FC | 1987. március 20. (21 évesen)    | 1(4)         | 2       | 1         | 0                                    | 0         |
| Edző          |                       |                    |                                  |              |         |           |                                      |           |
|               | Dunga                 |                    | 1963. október 31. (44 évesen)    |              |         |           |                                      |           |

- Kor: 2008. augusztus 7-i kora

#### Eredmények
C csoport
| Nemzet          | M | Gy | D | V | G+ | G- | Gk | P |
| --------------- | - | -- | - | - | -- | -- | -- | - |
| Brazília (BRA)  | 3 | 3  | 0 | 0 | 9  | 0  | +9 | 9 |
| Belgium (BEL)   | 3 | 2  | 0 | 1 | 3  | 1  | +2 | 6 |
| Kína (CHN)      | 3 | 0  | 1 | 2 | 1  | 6  | –5 | 1 |
| Új-Zéland (NZL) | 3 | 0  | 1 | 2 | 1  | 7  | –6 | 1 |

| 2008. augusztus 7. 17:00 |

| Brazília (BRA) | 1–0               | Belgium (BEL)                      |
| -------------- | ----------------- | ---------------------------------- |
| Hernanes 79'   | (0–0) Jegyzőkönyv | Kompany 24′, 72′ Fellaini 82′, 87′ |

| Senjangi Olimpiai Stadion, Senjang Nézőszám: 39 661 Játékvezető: Halíl al-Gamdi (Szaúd-arábiai) |

| 2008. augusztus 10. 17:00 |

| Új-Zéland (NZL) | 0–5               | Brazília (BRA)                                                 |
| --------------- | ----------------- | -------------------------------------------------------------- |
|                 | (0–2) Jegyzőkönyv | Anderson 3' Pato 34' Ronaldinho 55' 61' (11-esből) Sóbis 90+3' |

| Senjangi Olimpiai Stadion, Senjang Nézőszám: 44 951 Játékvezető: Stéphane Lannoy (francia) |

| 2008. augusztus 13. 19:45 |

| Kína (CHN) | 0–3               | Brazília (BRA)                 |
| ---------- | ----------------- | ------------------------------ |
|            | (0–1) Jegyzőkönyv | Diego 18' Thiago Neves 69' 73' |

| Csinhuangtaói Olimpiai Stadion, Csinhuangtao Nézőszám: 31 984 Játékvezető: Jerome Damon (dél-afrikai) |

Negyeddöntő
| 2008. augusztus 16. 18:00 |

| Brazília (BRA)          | 2–0 (h. u.)                 | Kamerun (CMR)  |
| ----------------------- | --------------------------- | -------------- |
| Sóbis 101' Marcelo 105' | (0–0, 0–0, 2–0) Jegyzőkönyv | Baning 4′, 51′ |

| Senjangi Olimpiai Stadion, Senjang Nézőszám: 41 043 Játékvezető: Damir Skomina (szlovén) |

Elődöntő
| 2008. augusztus 19. 21:00 |

| Brazília (BRA)             | 0–3               | Argentína (ARG)                        |
| -------------------------- | ----------------- | -------------------------------------- |
| Lucas 81′ Thiago Neves 84′ | (0–0) Jegyzőkönyv | Agüero 52' 58' Riquelme 76' (11-esből) |

| Munkás Stadion, Peking Nézőszám: 52 968 Játékvezető: Martín Vázquez (uruguayi) |

Bronzmérkőzés
| 2008. augusztus 22. 19:00 |

| Belgium (BEL) | 0–3               | Brazília (BRA)         |
| ------------- | ----------------- | ---------------------- |
|               | (0–2) Jegyzőkönyv | Diego 27' Jô 45' 90+2' |

| Sanghaj Stadion, Sanghaj Nézőszám: 50 705 Játékvezető: Thomas Einwaller (osztrák) |

| Csapat         | Helyezés |
| -------------- | -------- |
| Brazília (BRA) |          |

### Női
| #             | Név                                | Klub                   | Születési idő                    | Mérkőzésszám | Gól     | Sárga lap | sárga lap · 2. sárga lap · kiállítva | kiállítva |
| Kapusok       | Kapusok                            | Kapusok                | Kapusok                          | Kapusok      | Kapusok | Kapusok   | Kapusok                              | Kapusok   |
| ------------- | ---------------------------------- | ---------------------- | -------------------------------- | ------------ | ------- | --------- | ------------------------------------ | --------- |
| 1             | Andréia                            | Prainsa S.C.           | 1977. szeptember 14. (30 évesen) | 2            | 0       | 0         | 0                                    | 0         |
| 12            | Bárbara Micheline do Monte Barbosa | Sport Recife           | 1988. július 4. (20 évesen)      | 4            | 0       | 0         | 0                                    | 0         |
| Védők         |                                    |                        |                                  |              |         |           |                                      |           |
| 2             | Simone Gomes Jatobá                | Olympique Lyonnais     | 1981. február 10. (27 évesen)    | 6            | 0       | 0         | 0                                    | 0         |
| 3             | Andréia Rosa de Andrade            | Ferroviária Araraquara | 1984. július 8. (24 évesen)      | 1            | 0       | 0         | 0                                    | 0         |
| 4             | Tânia                              | Saad                   | 1974. október 3. (33 évesen)     | 6            | 0       | 1         | 0                                    | 0         |
| 5             | Renata Costa                       | Odense                 | 1986. július 8. (22 évesen)      | 6            | 0       | 1         | 0                                    | 0         |
| 16            | Érika Cristiano dos Santos         | Santos FC              | 1988. február 4. (20 évesen)     | 5            | 0       | 1         | 0                                    | 0         |
| 18            | Rosana                             | SV Neulengbach         | 1982. július 7. (26 évesen)      | 3(1)         | 0       | 1         | 0                                    | 0         |
| Középpályások |                                    |                        |                                  |              |         |           |                                      |           |
| 6             | Maycon                             | Saad                   | 1977. április 30. (31 évesen)    | 6            | 0       | 0         | 0                                    | 0         |
| 7             | Daniela                            | Linköpings FC          | 1984. január 12. (24 évesen)     | 6            | 2       | 1         | 0                                    | 0         |
| 8             | Formiga                            | Saad                   | 1978. március 3. (30 évesen)     | 5            | 1       | 2         | 0                                    | 0         |
| 9             | Ester Aparecida dos Santos         | Santos FC              | 1982. december 9. (25 évesen)    | 4(1)         | 0       | 0         | 0                                    | 0         |
| 13            | Francielle Manoel Alberto          | Santos FC              | 1989. október 18. (18 évesen)    | (4)          | 0       | 0         | 0                                    | 0         |
| 17            | Maurine Dorneles Gonçalves         | Santos FC              | 1986. január 14. (22 évesen)     | (1)          | 0       | 0         | 0                                    | 0         |
| Csatárok      |                                    |                        |                                  |              |         |           |                                      |           |
| 10            | Marta                              | Umeå IK                | 1986. február 19. (22 évesen)    | 6            | 3       | 2         | 0                                    | 0         |
| 11            | Cristiane                          | Linköpings FC          | 1985. május 15. (23 évesen)      | 6            | 5       | 0         | 0                                    | 0         |
| 14            | Pretinha                           | INAC Leonissa          | 1975. május 19. (33 évesen)      | (2)          | 0       | 0         | 0                                    | 0         |
| 15            | Fabiana da Silva Simões            | Corinthians            | 1989. augusztus 4. (19 évesen)   | (2)          | 0       | 0         | 0                                    | 0         |
| Edző          |                                    |                        |                                  |              |         |           |                                      |           |
|               | Jorge Luiz Barcellos               |                        | 1967. március 17. (41 évesen)    |              |         |           |                                      |           |

- Kor: 2008. augusztus 6-i kora

#### Eredmények
F csoport
| Nemzet            | M | Gy | D | V | G+ | G- | Gk | P |
| ----------------- | - | -- | - | - | -- | -- | -- | - |
| Brazília (BRA)    | 3 | 2  | 1 | 0 | 5  | 2  | +3 | 7 |
| Németország (GER) | 3 | 2  | 1 | 0 | 2  | 0  | +2 | 7 |
| Észak-Korea (PRK) | 3 | 1  | 0 | 2 | 2  | 3  | –1 | 3 |
| Nigéria (NGR)     | 3 | 0  | 0 | 3 | 1  | 5  | –4 | 0 |

| 2008. augusztus 6. 17:00 |

| Németország (GER) | 0–0         | Brazília (BRA) |
| ----------------- | ----------- | -------------- |
|                   | Jegyzőkönyv |                |

| Senjangi Olimpiai Stadion, Senjang Nézőszám: 20 703 Játékvezető: Kari Seitz (amerikai) |

| 2008. augusztus 9. 19:45 |

| Brazília (BRA)        | 2–1               | Észak-Korea (PRK) |
| --------------------- | ----------------- | ----------------- |
| Daniela 14' Marta 22' | (2–0) Jegyzőkönyv | I Gumszuk 90+3'   |

| Senjangi Olimpiai Stadion, Senjang Nézőszám: 19 616 Játékvezető: Huijun Niu (kínai) |

| 2008. augusztus 12. 17:00 |

| Nigéria (NGR)          | 1–3               | Brazília (BRA)            |
| ---------------------- | ----------------- | ------------------------- |
| Nkwocha 19' (11-esből) | (1–3) Jegyzőkönyv | Cristiane 33', 35', 45+3' |

| Munkás Stadion, Peking Nézőszám: 51 112 Játékvezető: Hong Una (dél-koreai) |

Negyeddöntő
| 2008. augusztus 15. 18:00 |

| Brazília (BRA)        | 2–1               | Norvégia (NOR)        |
| --------------------- | ----------------- | --------------------- |
| Daniela 44' Marta 57' | (1–0) Jegyzőkönyv | Nordby 83' (11-esből) |

| Tiencsini Olimpiai Stadion, Tiencsin Nézőszám: 26 174 Játékvezető: Kari Seitz (amerikai) |

Elődöntő
| 2008. augusztus 18. 18:00 |

| Brazília (BRA)                          | 4–1               | Németország (GER) |
| --------------------------------------- | ----------------- | ----------------- |
| Formiga 43' Cristiane 49' 76' Marta 53' | (1–1) Jegyzőkönyv | Prinz 10'         |

| Sanghaj Stadion, Sanghaj Nézőszám: 26 976 Játékvezető: Hong Una (dél-koreai) |

Döntő
| 2008. augusztus 21. 21:00 |

| Brazília (BRA) | 0–1 (h. u.)                 | Egyesült Államok (USA) |
| -------------- | --------------------------- | ---------------------- |
|                | (0–0, 0–0, 0–1) Jegyzőkönyv | Lloyd 96'              |

| Munkás Stadion, Peking Nézőszám: 51 612 Játékvezető: Dagmar Damková (cseh) |

| Csapat         | Helyezés |
| -------------- | -------- |
| Brazília (BRA) |          |

## Lovaglás
Díjlovaglás
| Versenyző     | Ló            | Versenyszám | 1. kör | 1. kör | 2. kör  | 2. kör  | 3. kör  | 3. kör  | Végeredmény | Végeredmény |
| Versenyző     | Ló            | Versenyszám | Pont   | Hely.  | Pont    | Hely.   | Pont    | Hely.   | Pont        | Helyezés    |
| ------------- | ------------- | ----------- | ------ | ------ | ------- | ------- | ------- | ------- | ----------- | ----------- |
| Luiza Almeida | Samba         | Egyéni      | 60,833 | 39.    | kiesett | kiesett | kiesett | kiesett | kiesett     | kiesett     |
| Leandro Silva | Oceano Do Top | Egyéni      | 60,125 | 42.    | kiesett | kiesett | kiesett | kiesett | kiesett     | kiesett     |

Díjugratás
| Versenyző                                                     | Ló                                           | Versenyszám | Selejtező | Selejtező | Selejtező     | Selejtező     | Selejtező     | Selejtező | Selejtező | Selejtező | Döntő    | Döntő    | Döntő    | Döntő    | Végeredmény | Végeredmény |
| Versenyző                                                     | Ló                                           | Versenyszám | 1. kör    | 1. kör    | 2. kör        | 2. kör        | 2. kör        | 3. kör    | 3. kör    | 3. kör    | 1. kör   | 1. kör   | 2. kör   | 2. kör   | Végeredmény | Végeredmény |
| Versenyző                                                     | Ló                                           | Versenyszám | Bünt.     | Hely.     | Bünt.         | Össz.         | Hely.         | Bünt.     | Össz.     | Hely.     | Bünt.    | Hely.    | Bünt.    | Hely.    | Bünt.       | Helyezés    |
| ------------------------------------------------------------- | -------------------------------------------- | ----------- | --------- | --------- | ------------- | ------------- | ------------- | --------- | --------- | --------- | -------- | -------- | -------- | -------- | ----------- | ----------- |
| Camila Benedicto                                              | Bonito Z                                     | Egyéni      | 5         | 35.       | 13            | 18            | 36.           | 9         | 27        | 33.       | 0        | 1.       | 8        | 13.      | 8           | 9.          |
| Rodrigo Pessoa                                                | Rufus                                        | Egyéni      | kizárták  | kizárták  | kizárták      | kizárták      | kizárták      | kizárták  | kizárták  | kizárták  | kizárták | kizárták | kizárták | kizárták | kizárták    | kizárták    |
| Bernardo Resende                                              | Chupa Chup                                   | Egyéni      | kizárták  | kizárták  | kizárták      | kizárták      | kizárták      | kizárták  | kizárták  | kizárták  | kizárták | kizárták | kizárták | kizárták | kizárták    | kizárták    |
| Pedro Veniss                                                  | Un Blanc de Blancs                           | Egyéni      | 0         | 1.        | nem ért célba | nem ért célba | nem ért célba | kiesett   | kiesett   | kiesett   | kiesett  | kiesett  | kiesett  | kiesett  | kiesett     | kiesett     |
| Rodrigo Pessoa Bernardo Resende Camila Benedicto Pedro Veniss | Rufus Chupa Chup Bonito Z Un Blanc de Blancs | Csapat      |           |           |               |               |               |           |           |           | kizárták | kizárták | kizárták | kizárták | kizárták    | kizárták    |

Lovastusa
| Versenyző                                              | Ló                                     | Versenyszám | Díjlovaglás | Díjlovaglás | Tereplovaglás | Tereplovaglás | Tereplovaglás | Díjugratás | Díjugratás | Díjugratás | Díjugratás | Végeredmény | Végeredmény |
| Versenyző                                              | Ló                                     | Versenyszám | Díjlovaglás | Díjlovaglás | Tereplovaglás | Tereplovaglás | Tereplovaglás | 1. kör     | 1. kör     | 2. kör     | 2. kör     | Végeredmény | Végeredmény |
| Versenyző                                              | Ló                                     | Versenyszám | Bünt.       | Hely.       | Bünt.         | Hely.         | Össz.         | Bünt.      | Hely.      | Bünt.      | Hely.      | Bünt.       | Helyezés    |
| ------------------------------------------------------ | -------------------------------------- | ----------- | ----------- | ----------- | ------------- | ------------- | ------------- | ---------- | ---------- | ---------- | ---------- | ----------- | ----------- |
| Jeferson Moreira                                       | Escudeiro                              | Egyéni      | 55,9        | 51.         | 50,8          | 46.           | 45.           | 4          | 19.        | kiesett    | kiesett    | 110,7       | 39.         |
| André Paro                                             | Land Heir                              | Egyéni      | 59,6        | 57.         | 39,2          | 41.           | 43.           | 35         | 55.        | kiesett    | kiesett    | 133,8       | 47.         |
| Marcelo Tosi                                           | Super Rocky                            | Egyéni      | 64,8        | 63.         | 24,8          | 27.           | 37.           | 0          | 1.         | 0          | 1.         | 89,6        | 22.         |
| Saulo Tristão                                          | Totsie                                 | Egyéni      | 79,6        | 69.         | nem ért célba | nem ért célba | nem ért célba | kiesett    | kiesett    | kiesett    | kiesett    | kiesett     | kiesett     |
| Saulo Tristão Jeferson Moreira André Paro Marcelo Tosi | Totsie Escudeiro Land Heir Super Rocky | Csapat      | 180,3       | 11.         | 114,8         | 8.            | 10.           | 39         | 10.        |            |            | 334,1       | 10.         |

## Műugrás
Férfi
| Versenyző       | Versenyszám        | Selejtező | Selejtező | Elődöntő | Elődöntő | Döntő   | Döntő    |
| Versenyző       | Versenyszám        | Pont      | Helyezés  | Pont     | Helyezés | Pont    | Helyezés |
| --------------- | ------------------ | --------- | --------- | -------- | -------- | ------- | -------- |
| César de Castro | Egyéni műugrás     | 400,60    | 24.       | kiesett  | kiesett  | kiesett | kiesett  |
| Cassius Duran   | Egyéni toronyugrás | 389,65    | 24.       | kiesett  | kiesett  | kiesett | kiesett  |
| Hugo Parisi     | Egyéni toronyugrás | 412,95    | 19.       | kiesett  | kiesett  | kiesett | kiesett  |

Női
| Versenyző      | Versenyszám        | Selejtező | Selejtező | Elődöntő | Elődöntő | Döntő   | Döntő    |
| Versenyző      | Versenyszám        | Pont      | Helyezés  | Pont     | Helyezés | Pont    | Helyezés |
| -------------- | ------------------ | --------- | --------- | -------- | -------- | ------- | -------- |
| Juliana Veloso | Egyéni toronyugrás | 283,75    | 23.       | kiesett  | kiesett  | kiesett | kiesett  |

## Ökölvívás
| Versenyző           | Versenyszám  | Selejtező                        | Nyolcaddöntő                | Negyeddöntő                    | Elődöntő          | Döntő             | Helyezés |
| Versenyző           | Versenyszám  | Ellenfél Eredmény                | Ellenfél Eredmény           | Ellenfél Eredmény              | Ellenfél Eredmény | Ellenfél Eredmény | Helyezés |
| ------------------- | ------------ | -------------------------------- | --------------------------- | ------------------------------ | ----------------- | ----------------- | -------- |
| Paulo Carvalho      | Papírsúly    | Redván Bústúk (MAR) · 13-7       | Manyo Plange (GHA) · 21-12  | Yampier Hernández (CUB) · 6-21 | kiesett           | kiesett           | 5.       |
| Robenílson de Jesus | Légsúly      | Anuruddha Ratnajake (SRI) · 13-3 | Anvar Junuszov (TJK) · 6-12 | kiesett                        | kiesett           | kiesett           | 9.       |
| Robson Conceição    | Pehelysúly   | Li Jang (CHN) · 4-12             | kiesett                     | kiesett                        | kiesett           | kiesett           | 17.      |
| Éverton Lopes       | Könnyűsúly   | Aszülbek Talaszbajev (KGZ) · 7-9 | kiesett                     | kiesett                        | kiesett           | kiesett           | 17.      |
| Myke de Carvalho    | Kisváltósúly | Ricarno Colin (MRI) · 11-15      | kiesett                     | kiesett                        | kiesett           | kiesett           | 17.      |
| Washington Silva    | Félnehézsúly | Azea Augustama (HAI) · 6-2       | Bastie Samir (GHA) · 9-7    | Kenneth Egan (IRL) · 0-8       | kiesett           | kiesett           | 5.       |

## Öttusa
| Versenyző    | Versenyszám | Lövészet | Lövészet | Lövészet | Vívás    | Vívás | Vívás | Úszás   | Úszás | Úszás | Lovaglás | Lovaglás | Lovaglás | Lovaglás | Futás    | Futás | Futás | Összesen    | Összesen |
| Versenyző    | Versenyszám | Pontszám | Pont     | Hely.    | Eredmény | Pont  | Hely. | Idő     | Pont  | Hely. | Idő      | Hibapont | Pont     | Hely.    | Idő      | Pont  | Hely. | Összes pont | Helyezés |
| ------------ | ----------- | -------- | -------- | -------- | -------- | ----- | ----- | ------- | ----- | ----- | -------- | -------- | -------- | -------- | -------- | ----- | ----- | ----------- | -------- |
| Yane Marques | Női         | 185      | 1156     | 7.       | 19-16    | 856   | 14.*  | 2:15,44 | 1296  | 6.    | 1:25,86  | 252      | 948      | 33.      | 11:01,61 | 1076  | 24.   | 5332        | 18.      |

* - két másik versenyzővel azonos eredményt ért el

## Röplabda

### Férfi
| #  | Név                    | Klub                | Kor                              | Magasság |
| -- | ---------------------- | ------------------- | -------------------------------- | -------- |
| 1  | Bruno Rezende          | Cimed               | 1986. július 2. (22 évesen)      | 190 cm   |
| 2  | Marcelo Elgarten       | Panathinaikos VC    | 1974. november 9. (33 évesen)    | 183 cm   |
| 4  | André Heller           | Pallavolo Modena    | 1975. december 17. (32 évesen)   | 199 cm   |
| 6  | Samuel Fuchs           | Lokomotiv Belgorod  | 1984. március 4. (24 évesen)     | 200 cm   |
| 7  | Gilberto Godoy Filho   | Iskra Odintsovo     | 1976. december 23. (31 évesen)   | 192 cm   |
| 8  | Murilo Endres          | Pallavolo Modena    | 1981. május 3. (27 évesen)       | 190 cm   |
| 9  | André Nascimento       | Pallavolo Modena    | 1979. március 4. (29 évesen)     | 195 cm   |
| 10 | Sérgio Dutra Santos    | Copra Nordmeccanica | 1975. október 15. (32 évesen)    | 184 cm   |
| 11 | Anderson Rodrigues     | Sport Club Ulbra    | 1974. május 21. (34 évesen)      | 190 cm   |
| 13 | Gustavo Endres         | Sisley Treviso      | 1975. augusztus 23. (32 évesen)  | 203 cm   |
| 14 | Rodrigo Santana        | Lube Banca Marche   | 1979. április 17. (29 évesen)    | 205 cm   |
| 18 | Dante Guimarães Amaral | Panathinaikos VC    | 1980. szeptember 30. (27 évesen) | 201 cm   |

- Kor: 2008. augusztus 10-i kora

#### Eredmények
Csoportkör
B csoport
|                     |      | Mérkőzések | Mérkőzések | Pontok | Pontok | Pontok | Szettek | Szettek | Szettek |
| Csapat              | Pont | Gy         | V          | P+     | P–     | PA     | Sz+     | Sz–     | SzA     |
| ------------------- | ---- | ---------- | ---------- | ------ | ------ | ------ | ------- | ------- | ------- |
| Brazília (BRA)      | 9    | 4          | 1          | 427    | 373    | 1,145  | 13      | 4       | 3,250   |
| Oroszország (RUS)   | 9    | 4          | 1          | 496    | 447    | 1,110  | 14      | 7       | 2,000   |
| Lengyelország (POL) | 9    | 4          | 1          | 434    | 404    | 1,074  | 12      | 6       | 2,000   |
| Szerbia (SRB)       | 7    | 2          | 3          | 440    | 439    | 1,002  | 9       | 10      | 0,900   |
| Németország (GER)   | 6    | 1          | 4          | 418    | 440    | 0,950  | 6       | 12      | 0,500   |
| Egyiptom (EGY)      | 5    | 0          | 5          | 267    | 379    | 0,704  | 0       | 15      | 0,000   |

| 2008. augusztus 10. 15:20 | Brazília (BRA)                    | 3–0 | Egyiptom (EGY) | Capital Indoor Stadium, Peking Nézőszám: 8500 Játékvezető: Ning Wang (CHN), Mohammad Shahmiri (IRI) |
| 2008. augusztus 10. 15:20 | (25–19, 25–15, 25–18) Jegyzőkönyv |     |                | Capital Indoor Stadium, Peking Nézőszám: 8500 Játékvezető: Ning Wang (CHN), Mohammad Shahmiri (IRI) |

| 2008. augusztus 12. 15:00 | Szerbia (SRB)                            | 1–3 | Brazília (BRA) | Capital Indoor Stadium, Peking Nézőszám: 9000 Játékvezető: Ning Wang (CHN), Osamu Sakaide (JPN) |
| 2008. augusztus 12. 15:00 | (27–25, 20–25, 17–25, 21–25) Jegyzőkönyv |     |                | Capital Indoor Stadium, Peking Nézőszám: 9000 Játékvezető: Ning Wang (CHN), Osamu Sakaide (JPN) |

| 2008. augusztus 14. 12:30 | Brazília (BRA)                           | 1–3 | Oroszország (RUS) | Capital Indoor Stadium, Peking Nézőszám: 12 000 Játékvezető: Victor Rodriguez (PUR), Ning Wang (CHN) |
| 2008. augusztus 14. 12:30 | (25–22, 24–26, 29–31, 19–25) Jegyzőkönyv |     |                   | Capital Indoor Stadium, Peking Nézőszám: 12 000 Játékvezető: Victor Rodriguez (PUR), Ning Wang (CHN) |

| 2008. augusztus 16. 20:00 | Brazília (BRA)                    | 3–0 | Lengyelország (POL) | Capital Indoor Stadium, Peking Nézőszám: 3400 Játékvezető: Kun-Tae Kim (KOR), Osamu Sakaide (JPN) |
| 2008. augusztus 16. 20:00 | (30–28, 25–19, 25–19) Jegyzőkönyv |     |                     | Capital Indoor Stadium, Peking Nézőszám: 3400 Játékvezető: Kun-Tae Kim (KOR), Osamu Sakaide (JPN) |

| 2008. augusztus 18. 12:20 | Németország (GER)                 | 0–3 | Brazília (BRA) | Beijing Institute of Technology Gymnasium, Peking Nézőszám: 3400 Játékvezető: Jiang Liu (CHN), Umit Sokullu (TUR) |
| 2008. augusztus 18. 12:20 | (22–25, 21–25, 23–25) Jegyzőkönyv |     |                | Beijing Institute of Technology Gymnasium, Peking Nézőszám: 3400 Játékvezető: Jiang Liu (CHN), Umit Sokullu (TUR) |

Negyeddöntő
| 2008. augusztus 20. 20:00 | Kína (CHN)                        | 0–3 | Brazília (BRA) | Capital Indoor Stadium, Peking Nézőszám: 13 000 Játékvezető: Massimo Menghini (ITA), Frank Leuthauser (GER) |
| 2008. augusztus 20. 20:00 | (17–25, 15–25, 16–25) Jegyzőkönyv |     |                | Capital Indoor Stadium, Peking Nézőszám: 13 000 Játékvezető: Massimo Menghini (ITA), Frank Leuthauser (GER) |

Elődöntő
| 2008. augusztus 22. 20:00 | Olaszország (ITA)                        | 1–3 | Brazília (BRA) | Capital Indoor Stadium, Peking Nézőszám: 12 500 Játékvezető: Kun-Tae Kim (KOR), Humberto Salas (MEX) |
| 2008. augusztus 22. 20:00 | (25–19, 18–25, 21–25, 22–25) Jegyzőkönyv |     |                | Capital Indoor Stadium, Peking Nézőszám: 12 500 Játékvezető: Kun-Tae Kim (KOR), Humberto Salas (MEX) |

Döntő
| 2008. augusztus 24. 12:00 | Egyesült Államok (USA)                   | 3–1 | Brazília (BRA) | Capital Indoor Stadium, Peking Nézőszám: 13 000 Játékvezető: Ning Wang (CHN), Hóbor Béla (HUN) |
| 2008. augusztus 24. 12:00 | (20–25, 25–22, 25–21, 25–23) Jegyzőkönyv |     |                | Capital Indoor Stadium, Peking Nézőszám: 13 000 Játékvezető: Ning Wang (CHN), Hóbor Béla (HUN) |

| Csapat         | Helyezés |
| -------------- | -------- |
| Brazília (BRA) |          |

### Női
| #    | Név                    | Klub             | Kor                             | Magasság |
| ---- | ---------------------- | ---------------- | ------------------------------- | -------- |
| 1    | Walewska Oliveira      | C.A.V Murcia     | 1979. október 1. (28 évesen)    | 190 cm   |
| 2    | Carolina Albuquerque   | Finasa           | 1977. július 25. (31 évesen)    | 182 cm   |
| 3    | Marianne Steinbrecher  | Scavolini Pesaro | 1983. augusztus 23. (24 évesen) | 188 cm   |
| 4    | Paula Pequeno          | Finasa           | 1982. január 22. (26 évesen)    | 184 cm   |
| 6    | Thaisa Menezes         | Rexona Ades      | 1987. május 15. (21 évesen)     | 196 cm   |
| 7    | Hélia Rogério Souza    | C.A.V Murcia     | 1970. március 10. (38 évesen)   | 173 cm   |
| 8    | Valeska Menezes        | Asystel Novara   | 1976. április 23. (32 évesen)   | 180 cm   |
| 9    | Fabiana Claudino       | Rexona Ades      | 1985. január 24. (23 évesen)    | 193 cm   |
| 10   | Welissa Gonzaga        | Rexona Ades      | 1982. szeptember 9. (25 évesen) | 179 cm   |
| 12   | Jacqueline Carvalho    | C.A.V Murcia     | 1983. december 31. (24 évesen)  | 186 cm   |
| 13   | Sheilla Castro         | Scavolini Pesaro | 1983. július 1. (25 évesen)     | 185 cm   |
| 14   | Fabiana de Oliveira    | Rexona Ades      | 1980. március 7. (28 évesen)    | 169 cm   |
| Edző |                        |                  |                                 |          |
|      | José Roberto Guimarães |                  |                                 |          |

- Kor: 2008. augusztus 9-i kora

#### Eredmények
Csoportkör
B csoport
|                   |      | Mérkőzések | Mérkőzések | Pontok | Pontok | Pontok | Szettek | Szettek | Szettek |
| Csapat            | Pont | Gy         | V          | P+     | P–     | PA     | Sz+     | Sz–     | SzA     |
| ----------------- | ---- | ---------- | ---------- | ------ | ------ | ------ | ------- | ------- | ------- |
| Brazília (BRA)    | 10   | 5          | 0          | 377    | 226    | 1,668  | 15      | 0       | MAX     |
| Olaszország (ITA) | 9    | 4          | 1          | 372    | 315    | 1,181  | 12      | 4       | 3,500   |
| Oroszország (RUS) | 8    | 3          | 2          | 353    | 312    | 1,131  | 10      | 6       | 1,667   |
| Szerbia (SRB)     | 7    | 2          | 3          | 343    | 349    | 0,983  | 6       | 10      | 0,600   |
| Kazahsztán (KAZ)  | 6    | 1          | 4          | 323    | 404    | 0,800  | 4       | 13      | 0,308   |
| Algéria (ALG)     | 5    | 0          | 5          | 230    | 392    | 0,587  | 1       | 15      | 0,067   |

| 2008. augusztus 9. 12:30 | Algéria (ALG)                     | 0–3 | Brazília (BRA) | Capital Indoor Stadium, Peking Nézőszám: 12 000 Játékvezető: Liu Jiang (CHN), Ibrahim al-Naama (QAT) |
| 2008. augusztus 9. 12:30 | (11–25, 11–25, 10–25) Jegyzőkönyv |     |                | Capital Indoor Stadium, Peking Nézőszám: 12 000 Játékvezető: Liu Jiang (CHN), Ibrahim al-Naama (QAT) |

| 2008. augusztus 11. 14:30 | Brazília (BRA)                    | 3–0 | Oroszország (RUS) | Capital Indoor Stadium, Peking Nézőszám: 12 000 Játékvezető: Osamu Sakaide (JPN), Wang Ning (CHN) |
| 2008. augusztus 11. 14:30 | (25–14, 25–14, 25–16) Jegyzőkönyv |     |                   | Capital Indoor Stadium, Peking Nézőszám: 12 000 Játékvezető: Osamu Sakaide (JPN), Wang Ning (CHN) |

| 2008. augusztus 13. 14:30 | Szerbia (SRB)                     | 0–3 | Brazília (BRA) | Capital Indoor Stadium, Peking Nézőszám: 11 000 Játékvezető: Kim Kun-Tae (KOR), Frans Loderus (NED) |
| 2008. augusztus 13. 14:30 | (15–25, 13–25, 23–25) Jegyzőkönyv |     |                | Capital Indoor Stadium, Peking Nézőszám: 11 000 Játékvezető: Kim Kun-Tae (KOR), Frans Loderus (NED) |

| 2008. augusztus 15. 12:00 | Brazília (BRA)                   | 3–0 | Kazahsztán (KAZ) | Beijing Institute of Technology Gymnasium, Peking Nézőszám: 3500 Játékvezető: Dejan Jovanovic (SRB), Karin Zahorcova (CZE) |
| 2008. augusztus 15. 12:00 | (25–13, 25–6, 27–25) Jegyzőkönyv |     |                  | Beijing Institute of Technology Gymnasium, Peking Nézőszám: 3500 Játékvezető: Dejan Jovanovic (SRB), Karin Zahorcova (CZE) |

| 2008. augusztus 17. 15:15 | Olaszország (ITA)                 | 0–3 | Brazília (BRA) | Capital Indoor Stadium, Peking Nézőszám: 10 500 Játékvezető: Humberto Salas (MEX), Mitch Davidson (CAN) |
| 2008. augusztus 17. 15:15 | (16–25, 22–25, 17–25) Jegyzőkönyv |     |                | Capital Indoor Stadium, Peking Nézőszám: 10 500 Játékvezető: Humberto Salas (MEX), Mitch Davidson (CAN) |

Negyeddöntők
| 2008. augusztus 19. 12:00 | Japán (JPN)                       | 0–3 | Brazília (BRA) | Capital Indoor Stadium, Peking Nézőszám: 12 500 Játékvezető: Konstantin Tufekchiev (BUL), Karin Zahorcova (CZE) |
| 2008. augusztus 19. 12:00 | (12–25, 20–25, 16–25) Jegyzőkönyv |     |                | Capital Indoor Stadium, Peking Nézőszám: 12 500 Játékvezető: Konstantin Tufekchiev (BUL), Karin Zahorcova (CZE) |

Elődöntők
| 2008. augusztus 21. 20:00 | Kína (CHN)                        | 0–3 | Brazília (BRA) | Capital Indoor Stadium, Peking Nézőszám: 13 000 Játékvezető: Frank Leuthauser (GER), Andrei Zenovich (RUS) |
| 2008. augusztus 21. 20:00 | (25–27, 22–25, 14–25) Jegyzőkönyv |     |                | Capital Indoor Stadium, Peking Nézőszám: 13 000 Játékvezető: Frank Leuthauser (GER), Andrei Zenovich (RUS) |

Döntő
| 2008. augusztus 23. 20:00 | Egyesült Államok (USA)                   | 1–3 | Brazília (BRA) | Capital Indoor Stadium, Peking Nézőszám: 13 000 Játékvezető: Massimo Menghini (ITA), Umit Sokullu (TUR) |
| 2008. augusztus 23. 20:00 | (15–25, 25–18, 13–25, 21–25) Jegyzőkönyv |     |                | Capital Indoor Stadium, Peking Nézőszám: 13 000 Játékvezető: Massimo Menghini (ITA), Umit Sokullu (TUR) |

| Csapat         | Helyezés |
| -------------- | -------- |
| Brazília (BRA) |          |

### Strandröplabda

#### Férfi
| Versenyző                          | Csoportkör | Csoportkör | 16 közé jutásért  | Nyolcaddöntő                                                                   | Negyeddöntő                                                        | Elődöntő                                                             | Döntő                                                                       | Helyezés |
| Versenyző                          | Ellenfél Eredmény | Hely.      | Ellenfél Eredmény | Ellenfél Eredmény                                                              | Ellenfél Eredmény                                                  | Ellenfél Eredmény                                                    | Ellenfél Eredmény                                                           | Helyezés |
| ---------------------------------- | --- | ---------- | ----------------- | ------------------------------------------------------------------------------ | ------------------------------------------------------------------ | -------------------------------------------------------------------- | --------------------------------------------------------------------------- | -------- |
| Márcio Araújo Fabio Luiz Magalhães | D csoport · Olaszország (ITA) · Riccardo Lione · Eugenio Amore · 21-18, 21-18 · Ausztria (AUT) · Clemens Doppler · Peter Gartmayer · 22-20, 19-21, 11-15 · Oroszország (RUS) · Dmitrij Barszuk · Igor Kologyinszkij · 24-22, 21-17 | 2.         |                   | Japán (JPN) · Aszahi Kentaró · Siratori Kacuhiro · 23-21, 21-15                | Ausztria (AUT) · Florian Gosch · Alexander Horst · 22-20, 21-17    | Brazília (BRA) · Ricardo Santos · Emanuel Rego · 22-20, 21-18        | Egyesült Államok (USA) · Todd Rogers · Phil Dalhausser · 21-23, 21-17, 4-15 |          |
| Ricardo Santos Emanuel Rego        | C csoport · Angola (ANG) · Emanuel Fernandes · Morais Abreu · 21-8, 21-13 · Grúzia (GEO) · Renato Gomes · Jorge Terceiro · 21-19, 21-17 · Ausztrália (AUS) · Andrew Schacht · Joshua Slack · 21-14, 21-17                          | 1.         |                   | Oroszország (RUS) · Dmitrij Barszuk · Igor Kologyinszkij · 18-21, 25-23, 15-13 | Egyesült Államok (USA) · Jake Gibb · Sean Rosenthal · 21-18, 21-16 | Brazília (BRA) · Márcio Araújo · Fabio Luiz Magalhães · 20-22, 18-21 | Bronzmérkőzés · Grúzia (GEO) · Renato Gomes · Jorge Terceiro · 21-15, 21-10 |          |

#### Női
| Versenyző                         | Csoportkör | Csoportkör | 16 közé jutásért  | Nyolcaddöntő                                                               | Negyeddöntő                                                     | Elődöntő                                                                | Döntő                                                               | Helyezés |
| Versenyző                         | Ellenfél Eredmény | Hely.      | Ellenfél Eredmény | Ellenfél Eredmény                                                          | Ellenfél Eredmény                                               | Ellenfél Eredmény                                                       | Ellenfél Eredmény                                                   | Helyezés |
| --------------------------------- | --- | ---------- | ----------------- | -------------------------------------------------------------------------- | --------------------------------------------------------------- | ----------------------------------------------------------------------- | ------------------------------------------------------------------- | -------- |
| Talita Antunes Renata Ribeiro     | F csoport · Mexikó (MEX) · Bibiana Candelas · Mayra Aide García · 18-21, 21-16, 15-8 · Ausztria (AUT) · Stefanie Schwaiger · Doris Schwaiger · 21-18, 21-19 · Görögország (GRE) · Vaszilikí Karandásziu · Vaszilikí Arvaníti · 22-20, 21-19 | 1.         |                   | Norvégia (NOR) · Kathrine Maaseide · Susanne Glesnes · 12-21, 21-19, 15-13 | Ausztrália (AUS) · Natalie Cook · Tamsin Barnett · 24-22, 21-14 | Egyesült Államok (USA) · Misty May-Treanor · Kerri Walsh · 12-21, 14-21 | Bronzmérkőzés · Kína (CHN) · Hszüe Csen · Csang Hszi · 19-21, 17-21 | 4.       |
| Larissa França Ana Paula Connelly | C csoport · Grúzia (GEO) · Cristine Santanna · Andrezza Martins · 23-25, 21-17, 15-5 · Oroszország (RUS) · Natalja Urjadova · Alekszandra Sirjajeva · 19-21, 21-12, 15-13 · Ausztrália (AUS) · Natalie Cook · Tamsin Barnett · 21-23, 21-23 | 2.         |                   | Németország (GER) · Stephanie Pohl · Okka Rau · 21-18, 21-14               | Egyesült Államok (USA) · Misty May · Kerri Walsh · 18-21, 15-21 | kiesett                                                                 | kiesett                                                             | 5.       |

## Sportlövészet
Férfi
| Versenyző       | Versenyszám          | Selejtező | Selejtező | Döntő   | Döntő    |
| Versenyző       | Versenyszám          | Pont      | Helyezés  | Pont    | Helyezés |
| --------------- | -------------------- | --------- | --------- | ------- | -------- |
| Júlio Almeida   | Légpisztoly          | 580       | 12.       | kiesett | kiesett  |
| Júlio Almeida   | Gyorstüzelő pisztoly | 568       | 11.       | kiesett | kiesett  |
| Júlio Almeida   | Szabadpisztoly       | 554       | 17.       | kiesett | kiesett  |
| Stênio Yamamoto | Szabadpisztoly       | 538       | 43.       | kiesett | kiesett  |
| Stênio Yamamoto | Légpisztoly          | 568       | 42.       | kiesett | kiesett  |

## Súlyemelés
Férfi
| Versenyző      | Versenyszám | Szakítás | Szakítás | Lökés    | Lökés    | Összesen | Helyezés |
| Versenyző      | Versenyszám | Eredmény | Helyezés | Eredmény | Helyezés | Összesen | Helyezés |
| -------------- | ----------- | -------- | -------- | -------- | -------- | -------- | -------- |
| Wellison Silva | 69 kg       | 135,0    | 15.*     | 155,0    | 18.      | 290,0    | 18.      |

* - három másik versenyzővel azonos eredményt ért el

## Szinkronúszás
| Versenyző                     | Versenyszám | Technikai gyakorlat | Technikai gyakorlat | Selejtező        | Selejtező        | Selejtező  | Selejtező  | Döntő            | Döntő            | Döntő      | Döntő      | Helyezés |
| Versenyző                     | Versenyszám | Technikai gyakorlat | Technikai gyakorlat | Szabad gyakorlat | Szabad gyakorlat | Összesítés | Összesítés | Szabad gyakorlat | Szabad gyakorlat | Összesítés | Összesítés | Helyezés |
| Versenyző                     | Versenyszám | Pont                | Hely.               | Pont             | Hely.            | Pont       | Hely.      | Pont             | Hely.            | Pont       | Hely.      | Helyezés |
| ----------------------------- | ----------- | ------------------- | ------------------- | ---------------- | ---------------- | ---------- | ---------- | ---------------- | ---------------- | ---------- | ---------- | -------- |
| Nayara Figueira Lara Teixeira | Páros       | 44,334              | 12.                 | 44,667           | 13.*             | 89,001     | 13.        | kiesett          | kiesett          | kiesett    | kiesett    | 13.      |

* - egy másik párossal azonos eredményt értek el

## Taekwondo
Férfi
| Versenyző        | Versenyszám | Nyolcaddöntő              | Negyeddöntő                    | Elődöntő          | Vigaszág elődöntő | Bronz- mérkőzés   | Döntő             | Helyezés |
| Versenyző        | Versenyszám | Ellenfél Eredmény         | Ellenfél Eredmény              | Ellenfél Eredmény | Ellenfél Eredmény | Ellenfél Eredmény | Ellenfél Eredmény | Helyezés |
| ---------------- | ----------- | ------------------------- | ------------------------------ | ----------------- | ----------------- | ----------------- | ----------------- | -------- |
| Marcio Wenceslau | Légsúly     | Rezá Náderián (IRI) · 2-1 | Juan Antonio Ramos (ESP) · 2-3 | kiesett           |                   |                   |                   | 9.       |

Női
| Versenyző         | Versenyszám | Nyolcaddöntő                          | Negyeddöntő                | Elődöntő                     | Vigaszág elődöntő | Bronz- mérkőzés                 | Döntő             | Helyezés |
| Versenyző         | Versenyszám | Ellenfél Eredmény                     | Ellenfél Eredmény          | Ellenfél Eredmény            | Ellenfél Eredmény | Ellenfél Eredmény               | Ellenfél Eredmény | Helyezés |
| ----------------- | ----------- | ------------------------------------- | -------------------------- | ---------------------------- | ----------------- | ------------------------------- | ----------------- | -------- |
| Débora Nunes      | Pehelysúly  | Lailatou Amadou Lele (NIG) · kizárták | Martina Zubčić (CRO) · 2-3 | kiesett                      |                   |                                 |                   | 9.       |
| Natália Falavigna | Nehézsúly   | Kiriakí Kúvari (GRE) · 3-1            | Carmen Marton (AUS) · 5-2  | Nina Solheim (NOR) · 2-2 SUP |                   | Karolina Kedzierska (SWE) · 5-2 |                   |          |

SUP - döntő fölény

## Tenisz
Férfi
| Versenyző             | Versenyszám | 64-es főtábla                        | 32-es főtábla                                                     | Nyolcaddöntő                                            | Negyeddöntő       | Elődöntő          | Bronz- mérkőzés   | Döntő             | Helyezés |
| Versenyző             | Versenyszám | Ellenfél Eredmény                    | Ellenfél Eredmény                                                 | Ellenfél Eredmény                                       | Ellenfél Eredmény | Ellenfél Eredmény | Ellenfél Eredmény | Ellenfél Eredmény | Helyezés |
| --------------------- | ----------- | ------------------------------------ | ----------------------------------------------------------------- | ------------------------------------------------------- | ----------------- | ----------------- | ----------------- | ----------------- | -------- |
| Thomaz Bellucci       | Egyes       | Dominik Hrbatý (SVK) · 6-2, 4-6, 2-6 | kiesett                                                           | kiesett                                                 | kiesett           | kiesett           | kiesett           | kiesett           | 33.      |
| Marcos Daniel         | Egyes       | Jürgen Melzer (AUT) · 7-6, 1-6, 6-8  | kiesett                                                           | kiesett                                                 | kiesett           | kiesett           | kiesett           | kiesett           | 33.      |
| Marcelo Melo André Sá | Páros       |                                      | Csehország (CZE) · Tomáš Berdych · Radek Štěpánek · 5-7, 6-2, 8-6 | India (IND) · Mahes Bhúpati · Lijendar Pedzs · 4-6, 2-6 | kiesett           | kiesett           | kiesett           | kiesett           | 9.       |

## Torna
Férfi
| Versenyző      | Versenyszám      | Selejtező | Selejtező | Döntő    | Döntő    |
| Versenyző      | Versenyszám      | Pontszám  | Helyezés  | Pontszám | Helyezés |
| -------------- | ---------------- | --------- | --------- | -------- | -------- |
| Diego Hypólito | Talaj            | 15,950    | 1.        | 15,200   | 6.       |
| Diego Hypólito | Ugrás            | 16,100    |           | kiesett  | kiesett  |
| Diego Hypólito | Egyéni összetett | 32,050    | 83.       | kiesett  | kiesett  |

Női
| Versenyző                                                                           | Versenyszám      | Selejtező | Selejtező | Döntő    | Döntő    |
| Versenyző                                                                           | Versenyszám      | Pontszám  | Helyezés  | Pontszám | Helyezés |
| ----------------------------------------------------------------------------------- | ---------------- | --------- | --------- | -------- | -------- |
| Daiane dos Santos                                                                   | Talaj            | 15,275    | 5.        | 14,975   | 6.       |
| Daiane dos Santos                                                                   | Ugrás            | 14,800    |           | kiesett  | kiesett  |
| Daiane dos Santos                                                                   | Egyéni összetett | 30,075    | 83.       | kiesett  | kiesett  |
| Jade Barbosa                                                                        | Talaj            | 14,900    | 13.       | kiesett  | kiesett  |
| Jade Barbosa                                                                        | Ugrás            | 15,050    | 7.        | 14,487   | 7.       |
| Jade Barbosa                                                                        | Felemás korlát   | 14,800    | 22.       | kiesett  | kiesett  |
| Jade Barbosa                                                                        | Gerenda          | 14,700    | 32.       | kiesett  | kiesett  |
| Jade Barbosa                                                                        | Egyéni összetett | 59,500    | 12.       | 59,550   | 10.      |
| Ana Silva                                                                           | Talaj            | 14,800    | 15.       | kiesett  | kiesett  |
| Ana Silva                                                                           | Ugrás            | 14,750    |           | kiesett  | kiesett  |
| Ana Silva                                                                           | Felemás korlát   | 14,550    | 36.       | kiesett  | kiesett  |
| Ana Silva                                                                           | Gerenda          | 13,475    | 73.       | kiesett  | kiesett  |
| Ana Silva                                                                           | Egyéni összetett | 57,575    | 28.       | 56,875   | 22.      |
| Ethiene Franco                                                                      | Talaj            | 14,275    | 35.       | kiesett  | kiesett  |
| Ethiene Franco                                                                      | Ugrás            | 14,175    |           | kiesett  | kiesett  |
| Ethiene Franco                                                                      | Felemás korlát   | 14,100    | 55.       | kiesett  | kiesett  |
| Ethiene Franco                                                                      | Gerenda          | 14,400    | 42.       | kiesett  | kiesett  |
| Ethiene Franco                                                                      | Egyéni összetett | 56,950    | 36.       | kiesett  | kiesett  |
| Daniele Hypólito                                                                    | Talaj            | 14,250    | 37.       | kiesett  | kiesett  |
| Daniele Hypólito                                                                    | Felemás korlát   | 14,300    | 50.       | kiesett  | kiesett  |
| Daniele Hypólito                                                                    | Gerenda          | 14,000    | 61.       | kiesett  | kiesett  |
| Daniele Hypólito                                                                    | Egyéni összetett | 42,550    | 75.       | kiesett  | kiesett  |
| Laís Souza                                                                          | Ugrás            | 14,800    |           | kiesett  | kiesett  |
| Laís Souza                                                                          | Felemás korlát   | 14,775    | 26.       | kiesett  | kiesett  |
| Laís Souza                                                                          | Gerenda          | 13,575    | 71.       | kiesett  | kiesett  |
| Laís Souza                                                                          | Egyéni összetett | 43,150    | 73.       | kiesett  | kiesett  |
| Ana Silva Daiane dos Santos Daniele Hypólito Ethiene Franco Jade Barbosa Laís Souza | Csapat összetett | 233,800   | 7.        | 174,875  | 8.       |

### Ritmikus gimnasztika
| Versenyző                                                                               | Versenyszám | Selejtező | Selejtező | Selejtező              | Selejtező              | Selejtező | Selejtező | Döntő   | Döntő   | Döntő                  | Döntő                  | Döntő    | Döntő    | Helyezés |
| Versenyző                                                                               | Versenyszám | 5 kötél   | 5 kötél   | 3 karika és 2 buzogány | 3 karika és 2 buzogány | Összesen  | Összesen  | 5 kötél | 5 kötél | 3 karika és 2 buzogány | 3 karika és 2 buzogány | Összesen | Összesen | Helyezés |
| Versenyző                                                                               | Versenyszám | Pont      | Hely.     | Pont                   | Hely.                  | Pont      | Hely.     | Pont    | Hely.   | Pont                   | Hely.                  | Pont     | Hely.    | Helyezés |
| --------------------------------------------------------------------------------------- | ----------- | --------- | --------- | ---------------------- | ---------------------- | --------- | --------- | ------- | ------- | ---------------------- | ---------------------- | -------- | -------- | -------- |
| Luana Faro Daniela Leite Tayanne Mantovaneli Luisa Matsuo Marcela Menezes Nicole Muller | Csapat      | 14,900    | 12.       | 14,225                 | 12.                    | 29,125    | 12.       | kiesett | kiesett | kiesett                | kiesett                | kiesett  | kiesett  | 12.      |

## Triatlon
| Versenyző             | Versenyszám | 1,5 km úszás | 1,5 km úszás | 40 km kerékpározás | 40 km kerékpározás | 10 km futás | 10 km futás | Összesítés | Összesítés |
| Versenyző             | Versenyszám | Idő          | Hely.        | Idő                | Hely.              | Idő         | Hely.       | Idő        | Helyezés   |
| --------------------- | ----------- | ------------ | ------------ | ------------------ | ------------------ | ----------- | ----------- | ---------- | ---------- |
| Reinaldo Colucci      | Férfi       | 18:52        | 46.          | 58:28              | 9.                 | 34:56       | 37.         | 1:53:13,94 | 37.        |
| Juraci Moreira Júnior | Férfi       | 18:24        | 34.          | 58:50              | 15.                | 33:22       | 25.         | 1:51:35,57 | 26.        |
| Mariana Ohata         | Női         | 20:02        | 27.          | 1:06:24            | 37.                | 39:43       | 38.         | 2:07:11,92 | 39.        |

## Úszás
Férfi
| Versenyző                                                         | Versenyszám            | Előfutam | Előfutam | Előfutam | Elődöntő | Elődöntő | Elődöntő | Döntő     | Döntő    |
| Versenyző                                                         | Versenyszám            | Idő      | Hely.    | Össz.    | Idő      | Hely.    | Össz.    | Idő       | Helyezés |
| ----------------------------------------------------------------- | ---------------------- | -------- | -------- | -------- | -------- | -------- | -------- | --------- | -------- |
| Kaio Almeida                                                      | 100 m pillangó         | 52,05    | 5.       | 16.      | 52,32    | 8.       | 15.      | kiesett   | kiesett  |
| Kaio Almeida                                                      | 200 m pillangó         | 1:54,65  | 2.       | 3.       | 1:55,21  | 3.       | 6.       | 1:54,71   | 7.       |
| Henrique Barbosa                                                  | 100 m mell             | 1:01,11  | 7.       | 23.      | kiesett  | kiesett  | kiesett  | kiesett   | kiesett  |
| Henrique Barbosa                                                  | 200 m mell             | 2:12,99  | 7.       | 30.      | kiesett  | kiesett  | kiesett  | kiesett   | kiesett  |
| Rodrigo Castro                                                    | 200 m gyors            | 1:47,87  | 7.       | 18.      | 1:48,71  | 8.       | 16.      | kiesett   | kiesett  |
| César Cielo Filho                                                 | 50 m gyors             | 21,47    | 1.       | 2.       | 21,34    | 1.       | 1.       | 21,30     |          |
| César Cielo Filho                                                 | 100 m gyors            | 48,16    | 4.       | 7.       | 48,07    | 5.       | 8.       | 47,67     | *        |
| Guilherme Guido                                                   | 100 m hát              | 54,89    | 6.*      | 20.*     | kiesett  | kiesett  | kiesett  | kiesett   | kiesett  |
| Gabriel Mangabeira                                                | 100 m pillangó         | 52,28    | 5.       | 23.      | kiesett  | kiesett  | kiesett  | kiesett   | kiesett  |
| Thiago Pereira                                                    | 200 m mell             | 2:11,40  | 1.       | 19.      | kiesett  | kiesett  | kiesett  | kiesett   | kiesett  |
| Thiago Pereira                                                    | 200 m vegyes           | 1:58,41  | 2.       | 3.       | 1:58,06  | 2.       | 3.       | 1:58,14   | 4.       |
| Thiago Pereira                                                    | 400 m vegyes           | 4:11,74  | 3.       | 8.       |          |          |          | 4:15,40   | 8.       |
| Lucas Salatta                                                     | 200 m hát              | 1:59,91  | 6.       | 23.      | kiesett  | kiesett  | kiesett  | kiesett   | kiesett  |
| Nicholas Santos                                                   | 50 m gyors             | 22,00    | 4.       | 11.      | 22,15    | 8.       | 16.      | kiesett   | kiesett  |
| Felipe França Silva                                               | 100 m mell             | 1:01,04  | 6.       | 22.      | kiesett  | kiesett  | kiesett  | kiesett   | kiesett  |
| Allan do Carmo                                                    | 10 km nyílt vízi       |          |          |          |          |          |          | 1:52:16,6 | 14.      |
| César Cielo Filho Rodrigo Castro Fernando Silva Nicolas Oliveira  | 4 × 100 m gyorsváltó   | kizárták | kizárták | kizárták |          |          |          | kiesett   | kiesett  |
| Nicolas Oliveira Rodrigo Castro Phillip Morrison Lucas Salatta    | 4 × 200 m gyorsváltó   | 7:19,54  | 8.       | 16.      |          |          |          | kiesett   | kiesett  |
| Guilherme Guido Felipe França Silva Kaio Almeida Nicolas Oliveira | 4 × 100 m vegyes váltó | 3:38,66  | 6.       | 14.      |          |          |          | kiesett   | kiesett  |

Női
| Versenyző                                                        | Versenyszám            | Előfutam | Előfutam | Előfutam | Elődöntő | Elődöntő | Elődöntő | Döntő     | Döntő    |
| Versenyző                                                        | Versenyszám            | Idő      | Hely.    | Össz.    | Idő      | Hely.    | Össz.    | Idő       | Helyezés |
| ---------------------------------------------------------------- | ---------------------- | -------- | -------- | -------- | -------- | -------- | -------- | --------- | -------- |
| Daynara de Paula                                                 | 100 m pillangó         | 59,45    | 8.       | 34.      | kiesett  | kiesett  | kiesett  | kiesett   | kiesett  |
| Gabriella Silva                                                  | 100 m pillangó         | 58,00    | 2.       | 5.       | 58,39    | 4.       | 8.       | 58,10     | 7.       |
| Flávia Delaroli                                                  | 50 m gyors             | 25,34    | 5.*      | 22.*     | kiesett  | kiesett  | kiesett  | kiesett   | kiesett  |
| Monique Ferreira                                                 | 200 m gyors            | 2:00,64  | 4.       | 28.*     | kiesett  | kiesett  | kiesett  | kiesett   | kiesett  |
| Monique Ferreira                                                 | 400 m gyors            | 4:12,21  | 2.       | 21.      |          |          |          | kiesett   | kiesett  |
| Tatiana Lemos                                                    | 100 m gyors            | 55,01    | 7.       | 19.      | kiesett  | kiesett  | kiesett  | kiesett   | kiesett  |
| Joanna Maranhão                                                  | 200 m pillangó         | 2:10,64  | 7.       | 22.      | kiesett  | kiesett  | kiesett  | kiesett   | kiesett  |
| Joanna Maranhão                                                  | 200 m vegyes           | 2:14,97  | 1.       | 22.      | kiesett  | kiesett  | kiesett  | kiesett   | kiesett  |
| Joanna Maranhão                                                  | 400 m vegyes           | 4:40,18  | 1.       | 17.      |          |          |          | kiesett   | kiesett  |
| Fabíola Molina                                                   | 100 m hát              | 1:01,00  | 5.       | 18.      | kiesett  | kiesett  | kiesett  | kiesett   | kiesett  |
| Tatiane Sakemi                                                   | 100 m mell             | 1:11,75  | 5.       | 39.      | kiesett  | kiesett  | kiesett  | kiesett   | kiesett  |
| Tatiane Sakemi                                                   | 200 m mell             | 2:39,13  | 3.       | 40.      | kiesett  | kiesett  | kiesett  | kiesett   | kiesett  |
| Ana Marcela Cunha                                                | 10 km nyílt vízi       |          |          |          |          |          |          | 1:59:36,8 | 5.       |
| Poliana Okimoto                                                  | 10 km nyílt vízi       |          |          |          |          |          |          | 1:59:37,4 | 7.       |
| Tatiana Lemos Flávia Delaroli Michelle Lenhardt Monique Ferreira | 4 × 100 m gyorsváltó   | 3:42,85  | 8.       | 13.      |          |          |          | kiesett   | kiesett  |
| Fabíola Molina Tatiane Sakemi Gabriella Silva Tatiana Lemos      | 4 × 100 m vegyes váltó | 4:02,61  | 5.       | 10.      |          |          |          | kiesett   | kiesett  |

* - egy másik versenyzővel azonos időt ért el

## Vitorlázás
Férfi
| Versenyző                    | Versenyszám     | Futam | Futam | Futam | Futam | Futam | Futam | Futam | Futam | Futam | Futam | Futam | Pontszám | Helyezés |
| Versenyző                    | Versenyszám     | 1     | 2     | 3     | 4     | 5     | 6     | 7     | 8     | 9     | 10    | É     | Pontszám | Helyezés |
| ---------------------------- | --------------- | ----- | ----- | ----- | ----- | ----- | ----- | ----- | ----- | ----- | ----- | ----- | -------- | -------- |
| Ricardo Winicki              | Szörfvitorlázás | 12    | 6     | 13    | 7     | 6     | 3     | 6     | 7     | 5     | 33    | 12    | 77       | 5.       |
| Bruno Fontes                 | Laser           | 31    | 17    | 31    | 12    | 12    | 24    | 35    | 22    | 39    |       | -     | 184      | 27.      |
| Fábio Pillar Samuel Albrecht | 470-es osztály  | 9     | 30    | 10    | 18    | 4     | 30    | 16    | 10    | 24    | 13    | -     | 134      | 17.      |
| Robert Scheidt Bruno Prada   | Csillaghajó     | 10    | 11    | 6     | 1     | 9     | 10    | 2     | 3     | 3     | 3     | 6     | 53       |          |

Női
| Versenyző                     | Versenyszám     | Futam | Futam | Futam | Futam | Futam | Futam | Futam | Futam | Futam | Futam | Futam | Pontszám | Helyezés |
| Versenyző                     | Versenyszám     | 1     | 2     | 3     | 4     | 5     | 6     | 7     | 8     | 9     | 10    | É     | Pontszám | Helyezés |
| ----------------------------- | --------------- | ----- | ----- | ----- | ----- | ----- | ----- | ----- | ----- | ----- | ----- | ----- | -------- | -------- |
| Patricia Freitas              | Szörfvitorlázás | 20    | 13    | 15    | 23    | 6     | 7     | 21    | 17    | 16    | 20    | -     | 135      | 18.      |
| Fernanda Oliveira Isabel Swan | 470-es osztály  | 11    | 16    | 5     | 10    | 7     | 6     | 6     | 2     | 7     | 4     | 2     | 60       |          |

Nyílt
| Versenyző                       | Versenyszám        | Futam | Futam | Futam | Futam | Futam | Futam | Futam | Futam | Futam | Futam | Futam | Futam | Futam | Pontszám | Helyezés |
| Versenyző                       | Versenyszám        | 1     | 2     | 3     | 4     | 5     | 6     | 7     | 8     | 9     | 10    | 11    | 12    | É     | Pontszám | Helyezés |
| ------------------------------- | ------------------ | ----- | ----- | ----- | ----- | ----- | ----- | ----- | ----- | ----- | ----- | ----- | ----- | ----- | -------- | -------- |
| Eduardo Couto                   | Finn dingi         | 6     | 16    | 27    | 7     | 2     | 17    | 14    | 27    |       |       |       |       | -     | 89       | 13.      |
| André da Fonseca Rodrigo Duarte | Könnyű 49-es dingi | 10    | 11    | 5     | 1     | 9     | 4     | 12    | 5     | 11    | 1     | 9     | 13    | 16    | 99       | 7.       |

É - éremfutam

## Vívás
Férfi
| Versenyző     | Versenyszám  | Selejtező                   | 32-es főtábla                | Nyolcaddöntő      | Negyeddöntő       | Elődöntő          | Bronz- mérkőzés   | Döntő             | Helyezés |
| Versenyző     | Versenyszám  | Ellenfél Eredmény           | Ellenfél Eredmény            | Ellenfél Eredmény | Ellenfél Eredmény | Ellenfél Eredmény | Ellenfél Eredmény | Ellenfél Eredmény | Helyezés |
| ------------- | ------------ | --------------------------- | ---------------------------- | ----------------- | ----------------- | ----------------- | ----------------- | ----------------- | -------- |
| Renzo Agresta | Kard, egyéni | Mahmúd Szamír (EGY) · 15-10 | Luigi Tarantino (ITA) · 8-15 | kiesett           | kiesett           | kiesett           | kiesett           | kiesett           | 32.      |
| João Souza    | Tőr, egyéni  |                             | Óta Júki (JPN) · 4-15        | kiesett           | kiesett           | kiesett           | kiesett           | kiesett           | 23.      |